# 第一三共ヘルスケアの製品
第一三共ヘルスケアの製品（だいいちさんきょうヘルスケアのせいひん）とは、日本の製薬会社である第一三共ヘルスケアが現在生産中もしくは生産終了した製品を列挙した一覧である。本稿では旧三共、旧第一製薬、旧ゼファーマ（旧藤沢薬品工業及び旧山之内製薬）時代に発売された製品もあわせて列挙している。
旧会社の時代から発売され現在も発売されている製品には便宜上、以下の記号をつける。
- ☆：旧三共製品
- ★：旧第一製薬製品
- ◎：旧ゼファーマ製品（2004年10月～2007年3月までに発売した製品）
- ◇：旧ゼファーマ製品（かつて藤沢薬品工業が発売していた製品）
- ◆：旧ゼファーマ製品（かつて山之内製薬が発売していた製品）

なお、販売店限定製品、健康保険組合等向けの特納用製品、配置販売業向けの配置用製品（配置薬）については第一三共ヘルスケアホームページの製品情報には掲載されていない。特納用製品や配置用製品についてはパッケージや添付文書に「特納用」・「配置用」が明記される。

## かぜ薬関連
ルル☆については、詳細記事を参照のこと。
- 総合かぜ薬
  - ロキソニン総合かぜ薬【要指導医薬品】 - 2024年3月発売。国内初となるロキソプロフェンナトリウム水和物を配合し、製造販売承認を取得した総合かぜ薬である[1]。
  - プレコール持続性カプセル◇【指定第2類医薬品】 - 大人（15歳以上）専用のピリン系（イソプロピルアンチピリン配合）・カプセルタイプ。2014年8月のリニューアル時に、メーカー希望小売価格の値下げと一部包装の内容量を増量（本体価格 12カプセル(2006年6月発売):1,300円→1,000円、20カプセル/1,800円→24カプセル/1,650円、30カプセル/2,400円→36カプセル/2,100円）。2022年2月にパッケージデザインが変更となった（自然切替）。
- 漢方薬
  - カコナール2◆【第2類医薬品】 - 2001年9月発売。1日2回服用の液体タイプ。2010年5月にパッケージデザインを変更。（製造販売元：新生薬品工業）
  - カコナール◆【第2類医薬品】 - 1日3回服用の液体タイプ。（製造販売元：新生薬品工業）
  - カコナール2葛根湯顆粒<満量処方>【第2類医薬品】 - 2008年8月発売。1日2回服用の顆粒タイプ。発売当初からあった6包は2021年10月に製造を終了しており、12包のみの設定。（製造販売元：新生薬品工業）
  - カコナール葛根湯顆粒<満量処方>【第2類医薬品】 - 2008年8月発売。1日3回服用の顆粒タイプ。（製造販売元：新生薬品工業）
- 口腔咽喉薬
  - ペラックT錠a【第3類医薬品】 - 2025年1月に旧第一製薬時代から発売されていた「ぺラックT錠（1993年発売、2019年8月に現在の縦長デザインへ変更）」をリニューアル。カンゾウを乾燥エキスから粗エキスへ変更され、添加物が変更された。（製造販売元：滋賀県製薬）
  - ペラックT細粒クール【第3類医薬品】 - 2021年3月発売。「ぺラックT」のバリエーション品で、添加物としてl-メントールを配合し、スティックタイプの細粒剤としたもの。（製造販売元：滋賀県製薬）
- 鎮咳去たん薬
  - プレコール持続性せき止めカプセル【指定第2類医薬品】 - 2011年8月発売。持続性型（1日2回服用）カプセルタイプ。大人（15歳以上）専用。2015年8月のパッケージリニューアル時に大容量の20カプセルを追加発売。2022年3月にパッケージデザインが変更された（自然切替）。（製造販売元：佐藤薬品工業）
  - ペラックスイート★【指定第2類医薬品】 - ドロップタイプ。フレーバーはパイン・ブルーベリー・ライムの3種類。2018年秋にパッケージデザインが変更された。（製造販売元：高市製薬）

### 販売店限定製品
- 総合かぜ薬
  - ペラック総合かぜ薬 細粒【指定第2類医薬品】 - 「ペラックかぜ薬 細粒」の処方をベースに、リゾチーム塩酸塩・ジヒドロコデインリン酸塩・ノスカピン・リボフラビン・アスコルビン酸カルシウムを省く代わりに、デキストロメトルファン臭化水素酸塩水和物を配合した細粒タイプ。マツキヨココカラ&カンパニーグループ向けの製品（2020年より「ココカラファイン」でも販売されている）。なお、発売当初はマツモトキヨシグループのプライベートブランドである「MK CUSTOMER（エムケー カスタマー）」の表記があったが、2018年に「matsukiyo（マツキヨ）」へのブランド移行に伴ってパッケージデザインが変更された。（製造販売元：ダイト）
  - カコナールゴールドUP錠◆【指定第2類医薬品】 - 2002年8月発売。錠剤タイプ（イブプロフェン配合）。統合後もしばらく販売されていたが、ラインナップ整理のため、2014年7月で一旦製造終了。その後、2017年7月に「カコナールカゼブロックUP錠」に替わる販売店限定品として復活し、パッケージデザインを変更して再発売された。（製造販売元：佐藤薬品工業）
- 漢方薬
  - カコナール2 DX顆粒【第2類医薬品】 - 「カコナール2 V顆粒」の一部販売店向け仕様。（製造販売元：新生薬品工業）。
  - KBC顆粒V【第2類医薬品】  - マツキヨココカラ&カンパニーのプライベートブランド「matsukiyo」の製品。（製造販売元：新生薬品工業）
- 鎮咳去たん薬
  - コフクリアせき止め液★【指定第2類医薬品】 - シロップタイプ（ジヒドロコデインリン酸塩に3種類の生薬(南天実・桔梗・麦門冬)を配合）。マツキヨココカラ&カンパニー向け製品（2020年よりココカラファインでも販売）。「ペラック総合かぜ薬 細粒」同様、発売当初は「MK CUSTOMER」の表記があったが、2017年に青基調のパッケージへ変更された際、オリジナルのノンブランド製品へ移行。また、2018年2月に用法・用量が改訂されたことにより、服用年齢が従来の1歳以上から12歳以上に引き上げられた。（製造販売元：日新薬品工業）

### 特納用製品
- 総合かぜ薬
  - プレコールかぜ薬錠◇【指定第2類医薬品】 - 非ピリン系・錠剤タイプ。（製造販売元：田村薬品工業）
  - 新プレコールS顆粒◇【指定第2類医薬品】 - 非ピリン系・顆粒タイプ、抗ヒスタミン成分無配合。（製造販売元：田村薬品工業）
  - プレコール感冒カプセル【指定第2類医薬品】 - 非ピリン系・カプセルタイプ。（製造販売元：東亜薬品）
- 漢方薬
  - カッコン湯エキス顆粒S◇【第2類医薬品】 - 湯に溶かして服用するタイプの葛根湯エキス製剤（製造販売元：北日本製薬）
  - カコナール葛根湯顆粒F【第2類医薬品】 - 葛根湯製剤。「カコナール葛根湯顆粒」の特納用仕様（製造販売元：新生薬品工業）
- 鎮咳去たん薬
  - プレコールせき止め錠A【指定第2類医薬品】 - 2019年4月に旧・藤沢薬品工業時代から発売されてきた「プレコールせき止め錠（製造販売元:日東薬品工業）」をリニューアル。グアイフェネシン、カンゾウ粗エキス、セネガエキスを省く代わりに、ジプロフィリンとd-クロルフェニラミンマレイン酸塩が追加配合された（製造販売元：明治薬品）。
- 口腔・咽喉薬
  - プレコールのどスプレー◇【第3類医薬品】
- うがい薬
  - 新プレコールうがい薬◇【指定医薬部外品】 - 一般向けは統合時に「ルルうがい薬【指定医薬部外品】」に継承され販売終了したが、現在でも特納用製品として販売を継続している。

### 製造終了品
第一三共ヘルスケア製品
- プレコール持続性ファミリー錠【指定第2類医薬品】 - 非ピリン系・錠剤タイプの総合かぜ薬。発売当初、ホシエヌ製薬（現・田村薬品工業）に製造を委託していたが、2011年から自社製造に切り替えた。また、発売当初設定されていた36錠は後に製造を終了し、72錠のみの設定となった。2019年3月に用法・用量の改訂に伴って服用年齢が7歳以上から12歳以上に引き上げられたが、ラインナップの整理に伴い、同年6月に製造終了となった。
- プレコールCR持続性錠【指定第2類医薬品】 - 大人（15歳以上）専用のピリン系（イソプロピルアンチピリン配合）・錠剤タイプの総合かぜ薬。本品は以前発売されていた「プレコール持続性錠」の実質的な後継製品であった（有効成分・分量は「プレコール持続性錠」と同一だが、包装単位を「プレコール持続性錠」の30錠のみ1包装から12錠と24錠の2包装に増やし、瓶包装からPTP包装に変更された。製品名にある"CR"とは、速溶層と持続層の2層構造とした製剤技術「Control Release Technology」からとったもの）。2023年2月製造終了。
- カコナール2 はちみつジンジャーフレーバー【第2類医薬品】 - 1日2回服用の水製抽出液葛根湯製剤。「カコナール2」をベースに甘味料と香料を変更。2本入は2021年6月、4本入は2022年7月に順次製造を終了した。（製造販売元：新生薬品工業）
- カコナール2 V顆粒【第2類医薬品】 - 「カコナール2葛根湯顆粒<満量処方>」をベースに、ビスベンチアミン（ビタミンB1誘導体）・リボフラビン酪酸エステル（ビタミンB2酪酸エステル）・L-アスコルビン酸ナトリウム（ビタミンCナトリウム）を添加したもの。2017年3月製造終了。（製造販売元：新生薬品工業）
- カコナール滋養内服液【指定医薬部外品】 - コンビニエンスストアなどで購入可能だったドリンクタイプのビタミン含有保健剤。滋養内服液を「ルル」ブランドへ集約するため、2023年2月製造終了。（製造販売元：新生薬品工業）
- カコナールせき止め液W【指定第2類医薬品】 - シロップタイプ（ジヒドロコデインリン酸塩にトラネキサム酸、2種類の生薬(桔梗・麦門冬)を配合）。ウエルシアグループ向け製品たが、一部のイオンでも取り扱っていた。（製造販売元：日新薬品工業）

旧三共製品
- ブロコデせき止め錠【指定第2類医薬品】 - 錠剤タイプの鎮咳去痰薬。第一製薬との統合後も継続販売されていたが、ラインナップの整理に伴い、2011年で製造終了。
- ブロコデせき止め液【指定第2類医薬品】 - シロップタイプの鎮咳去痰薬。第一製薬との統合後も継続販売されていたが、ラインナップの整理に伴い、2017年12月で製造終了。マツキヨココカラ&カンパニー向けとはなるものの、「コフクリアせき止め液」が実質的な代替製品となる。
- 強力アスメトン【第1類医薬品】 - カプセルタイプの鎮咳去痰薬。第一製薬との統合後も継続販売されていたが、2013年で製造終了。

旧第一製薬製品
- メディエード - 溶かして飲むタイプの風邪薬。当時のスミスクライン・ビーチャム製薬（現在のグラクソ・スミスクライン）から営業権を譲り受けた製品だったため、発売当初は「コンタック メディエード」と同社の発売当時の製品名のままで発売された。その後、製品名を変更し、3歳以上7歳未満用の「メディエード小児用」、7歳以上15歳未満用の「メディエード子供用」も発売された。三共との統合で、「ルル」があるため販売終了（製造元：東亜薬品）。
- 新ペルハイ錠 - ハピコム（旧イオン・ウエルシア・ストアーズ）向けに発売されていた風邪薬。三共との統合後も扱っていた。
- ペラックコールドTM顆粒【指定第2類医薬品】 - 顆粒タイプのかぜ薬。三共及びゼファーマとの統合後も販売を継続していたが、ラインナップの整理により2015年9月をもって製造終了。（製造販売元：佐藤製薬）
- ペラックコールド3【指定第2類医薬品】 - 錠剤タイプのかぜ薬。発売当初より大洋薬品工業（現・武田テバファーマ）に製造を委託していたが、2016年7月に自社製造へ切り替えた。ラインナップの整理により、2019年9月をもって製造終了。「ルルアタックEX」が実質的な代替製品となる。
- ペラックコールドTD錠【指定第2類医薬品】 - 錠剤タイプのかぜ薬。2019年6月に45錠、2021年8月に30錠が順次製造を終了し、2022年4月に30錠の製造が再開されたものの、2023年8月をもって再度製造が終了された。（製造販売元：佐藤製薬）
- ペラックかぜ薬 細粒【指定第2類医薬品】 - 細粒タイプの総合かぜ薬。マツモトキヨシグループ向け製品。「ペラック総合かぜ薬 細粒」へ継承のため製造終了。（製造販売元：ダイト）
- ペラック小児用かぜシロップ - いちご味としたシロップタイプの子供用かぜ薬。パッケージにはコロコロクリリンを採用していた。第一製薬時代に製造終了。なお、この後、三共との統合で「ルルこどもシロップ」を扱い、さらに、ゼファーマと統合したことで、「カコナールこどもシロップa」も扱うようになり、最終的に「カコナールこどもシロップ」に集約されたが、製造終了となった（製造元：日東薬品工業）。

旧ゼファーマ製品（旧藤沢薬品工業及び旧山之内製薬製品も含む）
- カコナール総合感冒薬 - カプセルタイプの総合感冒薬。ゼファーマに統合の際、既に「プレコール」があるため、統合時に販売終了。なお、この後、当社に統合したことにより「新ルルA」や「ペラックコールド」を代替製品として取り扱うようになる。
- カコナールプラス感冒薬 - 「カコナール総合感冒薬」の処方をベースに、リボフラビン（ビタミンB2）と胃粘膜保護成分（乾燥水酸化アルミニウムゲル・酸化マグネシウム）を配合したカプセルタイプの総合感冒薬。「カコナール総合感冒薬」同様、ゼファーマへの統合の際に製造終了。
- カコナールカゼブロックUP錠【指定第2類医薬品】 - 「カコナールゴールドUP錠」と同一処方で、内容量を少なくした（「カコナールゴールドUP錠」が27錠・45錠に対し、本品は18錠・36錠となる）錠剤タイプ。販売店限定品。2009年にパッケージデザインを変更し、新たに54錠入りを設定。「カコナールゴールドUP錠」の再発売に伴い、2017年に製造終了となった。（製造販売元：佐藤薬品工業）
- プレコールA顆粒 - 顆粒タイプのかぜ薬（桂枝湯エキス・アスピリンアルミニウム配合）。藤沢薬品工業時代に販売終了。
- 新プレコールHi
- プレコールIPカプセル - カプセルタイプのかぜ薬（ピリン系成分のイソプロピルアンチピリン配合）。藤沢薬品工業時代に販売終了。なお、本品と同一処方で1日2回服用型の「プレコール持続性カプセル」はゼファーマ→第一三共ヘルスケアとなった現在も製造・販売が続けられている。
- プレコール持続性顆粒 - 顆粒タイプの持続性型総合かぜ薬。ゼファーマ時代に販売終了。（製造販売元：静岡フジサワ(現・日医工ファーマテック)）
- プレコール持続性錠【指定第2類医薬品】 - イソプロピルアンチピリンを配合した錠剤タイプの持続性型総合かぜ薬（発売当初は糖衣錠以上だったが、のちにフィルムコート錠に変更されている）。ゼファーマ→第一三共ヘルスケアへ移行後も販売が続けられたが、2011年に販売終了。（製造販売元：ホシエヌ製薬(現・田村薬品工業)）
- プレコールホット - IPA（イソプロピルアンチピリン）を配合した溶かしてから服用する風邪薬。藤沢薬品工業時代に販売終了。（製造販売元：日東薬品工業）
- 小中学生用プレコールホット - IPAが配合されていない溶かしてから服用する小中学生用の風邪薬。藤沢薬品工業時代に販売終了。（製造販売元：日東薬品工業）
- プレコールかぜ薬顆粒 - 非ピリン系総合かぜ薬。藤沢薬品工業時代に販売終了。（製造販売元：ホシエヌ製薬(現・田村薬品工業)）
- プレコールエース顆粒【指定第2類医薬品】 - 顆粒タイプの総合かぜ薬。2018年2月に用法・用量が改訂されたことにより、服用年齢が従来の1歳以上から12歳以上に引き上げられた。ゼファーマ→第一三共ヘルスケアへ移行後も販売が続けられたが、2023年12月に製造終了となった。（製造販売元:田村薬品工業）
- フジドリンH - 葛根湯乾燥エキスに非ピリン系洋薬を配合した配置用かぜ薬。処方改良により「新フジドリン・ハイ」へ継承。（製造販売元：ホシエヌ製薬(現・田村薬品工業)）
- 新フジドリン・ハイ【指定第2類医薬品】 - 顆粒タイプの総合かぜ薬。「フジドリンH」の改良品。配置用製品として発売されていた。本品には葛根湯エキスが配合されているが、当該品目に使用した原料「葛根湯乾燥エキスA」が原料の製造元において、製造承認書の製造方法と異なる方法で製造されたこと（単味エキス（マオウ）添加）が判明したため、平成15年3月11日より自主回収することとなった。その後、原料を変更して販売を再開。ゼファーマ→第一三共ヘルスケアへ移行後も販売が続けられたが、2019年に製造終了となった（製造販売元：田村薬品工業）
- カコナールこどもかぜシロップ【指定第2類医薬品】 - 2001年8月発売。シロップタイプの小児用かぜ薬。ゼファーマ→第一三共ヘルスケアへ移行後も販売が続けられたが、2020年7月に製造終了。製造終了に伴い、当社で小児用かぜ薬を扱わなくなった（製造販売元：新生薬品工業）。
- 小児用プレコールエース液 - シロップタイプの小児用かぜ薬。ゼファーマへの統合の際、既に「カコナールこどもかぜシロップ」があるため、統合時に販売終了。
- プレコールエースせきどめ液S - シロップタイプの鎮咳去痰薬。藤沢薬品工業時代に販売終了。なお、この後、統合したことで「ブロコデせき止め液」やマツモトキヨシグループ向け製品の「コフクリアせき止め液」が代替製品として取り扱うようになったが、前述のとおり「ブロコデせき止め液」も製造が終了されたことにより、「コフクリアせき止め液」へ集約された。
- プレコールせき止めゼリー - ゼリータイプの鎮咳去痰薬。藤沢薬品工業時代に販売終了（製造販売元：大蔵製薬）
- フジサワせき止め錠 - 主に配置用として発売されていた錠剤タイプの鎮咳去痰薬。統合後も発売されていたが、「プレコールせき止め錠」へ統合された。（製造販売元：日塔薬品工業）
- カコナール小柴胡湯液 - 小柴胡湯エキスを配合した液体タイプの漢方製剤。
- カコナール小青竜湯液【第2類医薬品】 - 小青龍湯エキスを配合した液体タイプの漢方製剤。当社との統合後も販売を続けていたが、2013年3月で製造終了。（製造販売元：新生薬品工業）
- プレコール漢方内服液 - 1996年6月発売。ゼファーマへの統合の際、既に「カコナール」があるため、統合時に販売終了（製造販売元：金陽製薬）。
- ビハーフ - 葛根湯エキス製剤。ゼファーマへの統合で「カコナール」へ機能統合。
- カコナールのどスプレー - ゼファーマへの統合時に「プレコールのどエアロゾル」へ統合のため販売終了（製造販売元：資生堂）
- デビカトローチ - 八角形のトローチ。「ルルトローチ【指定医薬部外品】」へ機能統合のため、当社への統合時に販売終了。なお、小児用デビカトローチの代替製品はない。（製造販売元：ホシエヌ製薬(現・田村薬品工業)）
- プレコールトローチ - 平板状のトローチ。配置用に販売されていた。入れ歯洗浄剤に類似した防湿アルミ包装。処方、形状改良により「新プレコールトローチ」へ継承。（製造販売元：ホシエヌ製薬(現・田村薬品工業)）
- 新プレコールトローチ【指定医薬部外品】 - 一般的な形状のトローチ。特納用製品としての販売の他、ミドリ安全の「花粉・ウイルス対策セット」にも含まれていた。以前はホシエヌ製薬（現・田村薬品工業）に製造を委託していたが、後に自社製造されていた。「新ルルエーストローチ」へ統合の為製造終了。
- カコナール薬用のど飴【医薬部外品】 - 統合時に「ルルのど飴」へ機能統合のため、販売終了。（製造販売元：高市製薬）
- カコナールかぜパップ【指定医薬部外品】 - 貼るタイプの鼻づまり改善薬。山之内製薬時代に「ハルトかぜパップ」より改称。ゼファーマ→第一三共ヘルスケアへ移行後も販売が続けられたが、2020年12月製造終了。（製造販売元：救急薬品工業）
- カコナールこどもかぜパップ【指定医薬部外品】 - 貼るタイプの鼻づまり改善薬。15歳未満の子供用。ゼファーマ→第一三共ヘルスケアへ移行後も販売が続けられたが、2020年7月製造終了。（製造販売元：救急薬品工業）
- プレコールうがい薬 - 処方改良により「新プレコールうがい薬」へ継承。（製造販売元：ホシエヌ製薬(現・田村薬品工業)）

## 解熱鎮痛薬関連
ロキソニン系列
旧三共が開発したロキソプロフェン製剤の解熱鎮痛薬。
- ロキソニンS【第1類医薬品】 - 2011年1月発売。日本薬局方 ロキソプロフェンナトリウム錠で、割線や刻印が入っていない点を除いては医療用の「ロキソニン」と同一。2015年6月にパッケージリニューアル。これまでの水色～青のグラデーションカラーから水色基調に変更し、高さを45mmに抑えたスリムパッケージに刷新した。
- ロキソニンSプラス【第1類医薬品】 - 2015年6月発売。酸化マグネシウムを配合し、錠剤の大きさを「ロキソニンS」よりも小さくしたもの。白基調にピンクの差し色を配したパッケージ。
- ロキソニンSクイック【第1類医薬品】 - 2021年8月発売。メタケイ酸アルミン酸マグネシウムを配合し、製剤技術「クイックブレイク製法」を採用したもの。ブルー基調のパッケージ。
- ロキソニンSプレミアム【第1類医薬品】 - 2016年4月発売。鎮静成分（アリルイソプロピルアセチル尿素）が配合されており、1回2錠服用型となる。ゴールドのパッケージ。
- ロキソニンSプレミアムファイン【第1類医薬品】 - 2023年3月発売。「ロキソニンSプレミアム」の処方をベースに、アリルイソプロピルアセチル尿素と無水カフェインを省く代わりに、鎮痛補助成分2種（シャクヤク乾燥エキスとヘスペリジン）を追加配合して生理痛に重点を置いた処方としたもの。ピンク基調ににゴールドの差し色を配したパッケージ。

カロナール系列
旧昭和薬品加工(現ジーシー昭和薬品)が開発したアセトアミノフェン製剤の解熱鎮痛薬。同社の医薬品事業を2015年に承継したあゆみ製薬から商標許諾を得て製造販売している。
- カロナールA【第2類医薬品】 - 2024年1月発売。あゆみ製薬が発売する医療用の「カロナール錠300」のOTC仕様品として新たに発売されたもの。刻印が入っていない点を除いては「カロナール錠300」と同じである[2]。

サリドン系列
スイスのエフ・ホフマン・ラ・ロシュが開発した解熱鎮痛薬。日本での発売当初は旧日本ロシュが製造、旧藤沢薬品工業が販売していた。2004年にロシュがドイツのバイエルに一般用医薬品事業を譲渡、製造元であった中外製薬（2002年にロシュ傘下に入り日本ロシュを合併）も同年に一般用医薬品事業から撤退したことに伴い、2005年以降当社（2007年3月まではゼファーマ）が製造販売元となっている。なお本来「サリドン」とはイソプロピルアンチピリン・アセトアミノフェン・カフェイン配合薬に対するロシュの商標だが、日本国内においてはバイエルではなく旧ゼファーマが商標権を譲受したため、バイエル版と第一三共(ゼファーマ)版とでは処方やパッケージデザインが異なっている。
- サリドンWi【指定第2類医薬品】 - 2008年4月発売。ピリン系（イブプロフェンも配合）。2012年9月にリスク区分を変更。

### 販売終了品
旧三共製品
- セレナーデ - チュアブル錠タイプ。
- セレナーデ錠【指定第2類医薬品】 - マツモトキヨシグループ向け製品。統合後も継続販売されていたが、ゼファーマを統合したことで「サリドン」を扱うようになり、ラインナップを同製品に集約のため販売を終了。（製造販売元：京都薬品工業）

旧第一製薬製品
- ペラック解熱鎮痛錠 - 第一製薬時代に販売終了。なお、この後、ゼファーマと統合したことで「サリドン」が代替製品として取り扱うようになる。

旧ゼファーマ製品（旧藤沢薬品工業及び旧山之内製薬製品も含む）
- サリドン顆粒【指定第2類医薬品】 - 非ピリン系（アセトアミノフェン・エテンザミド・無水カフェイン・グリシン配合）の顆粒タイプで、健康保険組合等向けの特納用製品。当社への統合後も継続発売されていたが、2022年5月をもって製造終了。
- サリドンエース【指定第2類医薬品】 - 非ピリン系。当社への統合後も継続発売されていたが、2023年8月をもって製造終了。なお、この後、「カロナール」が事実上の代替製品として取り扱うようになる。
- サリドンA【指定第2類医薬品】 - ピリン系（イソプロアンチピリン・エテンザミド・カフェイン水和物配合）。発売当初から設定されていた10錠が2023年6月をもって製造を終了したため、20錠のみとなる。カフェイン水和物の含量が使用期限内に承認規格の下限値を下回ることが判明したため2024年10月に自主回収を開始し、2025年1月をもって製造終了。
- グランドール - 非ピリン系の錠剤タイプ（アスピリン+アセトアミノフェン配合）。旧ゼファーマ時代に同じ旧日本ロシュ製品の「サリドン」へ機能統合のため、2005年5月をもって製造終了。（製造販売元：中外製薬）
- イルガピリン - リウマチ薬

## 胃腸薬関連（痔疾用薬を含む）
- H2ブロッカー胃腸薬（ファモチジン） - 「ガスター10」シリーズは2016年9月にパッケージデザインをリニューアルした。
  - ガスター10◆【第1類医薬品】 - 日本初の一般用H2ブロッカー胃腸薬として1997年に発売。なお、「10」にフリガナで「テン」と振っているのは、旧山之内時代においてパッケージ開発中に日本に住む外国人が「10」を「じゅう」と呼ぶことが多かったため、急遽つけられたものである（参照：主な製品のよくあるご質問）。直径7ミリの小さな錠剤タイプ。2011年6月にはピンクパッケージ包装（6錠のみ）を追加発売していたが、ピンクパッケージ包装は2013年3月で製造を終了した。
  - ガスター10〈散〉◆【第1類医薬品】 - 「ガスター10」のバリエーション品で、メントール味の散剤タイプ。2001年11月に小容量の2包入りを追加。2006年5月に希望小売価格を据え置きながら、従来の5包・10包を6包・12包に増量して錠剤と同一容量に改めた。過去にはピンクパッケージ包装（6包のみ、2011年6月発売・2013年9月製造終了）や9包（2021年3月発売・2025年3月製造終了）が発売されていた。
  - ガスター10 S錠◎【第1類医薬品】 - 2006年10月発売。「ガスター10」のバリエーション品で、口中速溶型の錠剤タイプ。2021年3月に発売された9錠は2025年3月をもって製造を終了した。
- 総合胃腸薬
  - 第一三共胃腸薬細粒s【第2類医薬品】 - 2021年8月に従来の「第一三共胃腸薬〔細粒〕a」をリニューアル。従来配合されていた鎮痙・鎮痛成分のロートエキスを非配合化し、使用期限を分包にも記載された。（製造販売元：田村薬品工業）
  - 第一三共胃腸薬錠剤s【第2類医薬品】 - 2021年8月に従来の「第一三共胃腸薬〔錠剤〕」をリニューアル。従来配合されていた鎮痙・鎮痛成分のロートエキスを非配合化し、50錠は瓶を改良して口径を広げた。
  - 第一三共胃腸薬プラス細粒【第2類医薬品】 - 2007年11月発売。従来の「新三共胃腸薬プラス細粒」から製品名を変更。2019年8月にパッケージデザインが変更され、大容量サイズの52包は48包に減容するリニューアルも行われた。
  - 第一三共胃腸薬プラス錠剤【第2類医薬品】 - 2007年11月発売。従来の「新三共胃腸薬プラス錠剤」から製品名を変更。2019年8月にパッケージデザインが変更され、「第一三共胃腸薬〔錠剤〕」や「第一三共胃腸薬グリーン錠」と同じ横向きに変更、大容量サイズの300錠は270錠に減容するリニューアルも行われた。
  - 第一三共胃腸薬グリーン錠【第2類医薬品】 - 従来の「新三共胃腸薬グリーン錠」から製品名を変更。（製造販売元：東亜薬品）
- 消化胃腸薬
  - 新タカヂア錠☆【指定医薬部外品】 - 消化酵素「タカヂアスターゼN1」を配合した錠剤タイプ。発売当初は医薬品として販売されていたが、2004年の薬事法改正により医薬部外品（2009年6月より指定医薬部外品）に移行された。
- 整腸薬
  - パンラクミン錠☆【指定医薬部外品】 - 水で服用するタイプ。
- 下痢止め薬
  - 新タントーゼA◇【第2類医薬品】 - フィルムコートの錠剤タイプ（ベルベリン塩化物水和物・タンニン酸アルブミン配合）。（製造販売元：テイカ製薬）

### 販売店限定製品
- 三共胃腸薬「漢方」☆【第2類医薬品】 - 半夏瀉心湯エキス製剤。マツモトキヨシグループ・ココカラファインや一部店舗での取り扱い。
- エクトール赤丸★【第2類医薬品】 - 下痢止め薬。成分は「エクトール赤玉」と同一。マツモトキヨシグループ向け製品（2020年よりココカラファインでも販売）。（製造販売元：東亜薬品）
- エクトールDX★【第2類医薬品】 - 下痢止め薬。成分は「エクトール赤玉」と同一。ハピコム向け製品。（製造販売元：東亜薬品）

### 特納用製品
- 新マミオス胃腸薬◇【第2類医薬品】 - 「新フジサワ胃腸薬クール」の特納用仕様。配置用としても販売されているため、本品には製品パッケージや添付文書に「特納用」の記述がない。
- タントーゼ下痢止め【第2類医薬品】 - ソフトチュアブルタイプの下痢止め薬。（製造販売元：テイカ製薬）

### 販売終了品
第一三共ヘルスケア製品
- 第一三共胃腸薬〔細粒〕【第2類医薬品】 - 細粒タイプの総合胃腸薬。従来の「新三共胃腸薬〔細粒〕」から製品名を変更。ピンクパッケージ品の14包は2015年1月に製造を終了し、ブルーパッケージ品は同年4月に「第一三共胃腸薬〔細粒〕a」へリニューアルした。
- 第一三共胃腸薬〔細粒〕a【第2類医薬品】 - 細粒タイプの胃腸薬。2015年4月に「第一三共胃腸薬〔細粒〕（従来の「「新三共胃腸薬〔細粒〕」から製品名を変更）」をリニューアル。これまで配合されていた有胞子性乳酸菌（ラクボン原末）に替わり、ロートエキスを配合。併せて、大容量サイズの56包は60包に増量された。「第一三共胃腸薬細粒s」へリニューアルのため、2021年8月製造終了。
- 第一三共胃腸薬〔錠剤〕【第2類医薬品】 - 従来の「新三共胃腸薬〔錠剤〕」から製品名を変更。2015年4月に従来の310錠を320錠に増量してリニューアルした。「第一三共胃腸薬錠剤s」へリニューアルの為、2021年8月製造終了。
- 第一三共胃腸薬コアブロック散剤【第2類医薬品】 - 散剤タイプの制酸系胃腸薬。第一製薬時代から発売されていた「新センロック散剤」へ統合のため、12包は2019年7月に、24包は同年8月に順次製造を終了した。（製造販売元：東亜薬品）
- 第一三共胃腸薬コアブロック錠剤【第2類医薬品】 - 錠剤タイプの制酸系胃腸薬。「新センロック錠」へ統合のため、54錠は2019年9月に、27錠は2020年4月に順次製造を終了した。（製造販売元：東亜薬品）
- 第一三共胃腸薬グリーン微粒【第2類医薬品】 - 従来の「新三共胃腸薬グリーン微粒s」から製品名を変更。2022年8月に自主回収となり、そのまま製造終了となった。（製造販売元：東亜薬品）
- 第一三共胃腸液クール【指定医薬部外品】 - ドリンクタイプ。2011年3月に従来の「新三共胃腸液クール」をリニューアルし、メントール味となった。ラインナップの整理に伴い、2013年9月で製造終了。（製造販売元：田村薬品工業）
- 第一三共胃腸細粒【指定医薬部外品】 - 2013年10月発売。コンビニエンスストア向け。2021年4月製造終了（製造販売元：テイカ製薬）。
- 新センロック錠【第2類医薬品】 - 2006年6月発売。錠剤タイプの制酸系胃腸薬。60錠は2020年9月、30錠も2021年2月に順次製造を終了。既に「新センロック散剤」も製造を終了したことで、「センロック」ブランドは終息するとともに、当社で制酸系胃腸薬を取り扱わなくなった。（製造販売元：東亜薬品）
- ガスター10内服液【第1類医薬品】 - 2008年10月発売。1回1本のみ切り型・液体タイプのH2ブロッカー胃腸薬。2017年5月製造終了。
  - 新黒丸a【第3類医薬品】 - 1回分（3丸）を1包ずつ封入した分包タイプ。2016年1月に旧第一製薬から継続発売していた「新黒丸」をリニューアル。ウコンとニンジンを乾燥エキスに差し替え、添加物の変更を行った。2024年11月製造終了。（販売元：ダイト）
- パンラクミンプラス【第3類医薬品】 - 2007年11月発売。ヨーグルト味としたチュアブル錠タイプの整腸薬。2023年10月製造終了。（製造販売元：日東薬品工業）
- サラシュット【指定第2類医薬品】 - スプレー式軟膏タイプの痔疾用薬。ラインナップの整理に伴い、2014年3月で製造終了。（製造販売元：東興薬品工業）

旧三共製品
- 三共胃腸薬 - 処方改良により「新三共胃腸薬（現・第一三共胃腸薬）」へ継承。
- 三共Z胃腸薬 - 錠剤タイプのH2ブロッカー胃腸薬。医療用はグラクソ・スミスクラインの「ザンタック」である。第一製薬との統合後もしばらく発売していたが、ゼファーマとの統合で「ガスター10」の取り扱いを開始し、当社のH2ブロッカー胃腸薬を同製品に一本化するため販売終了。同じ時期に親会社の第一三共も「ザンタック」の共同販売から撤退。
- 三共鎮痛胃腸薬 - 鎮痙剤と制酸剤を配合。取扱製品の整理により販売終了。
- 三共グリーン胃腸薬A - 「新三共胃腸薬グリーン（現・第一三共胃腸薬グリーン）」の発売により販売終了。
- 新三共胃腸薬液 - 生薬配合の液体胃腸薬。統合後もしばらく販売されていたが、旧第一製薬で発売されていた「黒丸ドリンク」に機能統合のため販売終了。
- 新三共胃腸薬【第2類医薬品】 - 細粒タイプの総合胃腸薬。統合後もしばらく販売されていたが、「新三共胃腸薬」を「第一三共胃腸薬」に改称したことに伴い、販売終了。
- 三共胃腸薬錠【第2類医薬品】 - 健康保険組合などの特納用として販売されていた錠剤タイプの総合胃腸薬。特納用仕様の「第一三共胃腸薬〔錠剤〕」の発売に伴って、2011年で製造終了。
- 三共胃腸ドリンク【医薬部外品】 - CVS限定商品。三共時代に販売終了。代替製品はしばらくなかったが、後に「新三共胃腸液クール（現・第一三共胃腸液クール）」を発売。
- カルベリン - 下痢止め薬。三共時代に販売終了、なお、この後、第一製薬と統合したことで「エクトール」と「エクトール赤玉」が代替製品として扱うようになり、さらにゼファーマと統合したことで「新タントーゼA」が加わる。
- パンラクミン顆粒 - ヨーグルト風味の整腸薬。錠剤タイプの「パンラクミン錠」に関しては第一三共ヘルスケアとなった現在も製造・販売されている。
- サノーラS - 坐剤タイプの痔疾用薬。三共時代に「サノーラA坐剤」へ継承。（製造販売元：和光堂(現・アサヒグループ食品)）
- サノーラ軟膏 - 軟膏タイプの痔疾用薬。三共時代に「サノーラA軟膏」へ継承。
- サノーラ注入軟膏 - 1回1本使いきりで、注入・塗布どちらでも可能な注入軟膏タイプの痔疾用薬。
- サノーラA軟膏【指定第2類医薬品】 - 軟膏タイプの痔疾用薬。統合後もしばらく製造・販売されていたが、新規発売の「サラシュット」に集約のため、2013年末で製造終了。
- サノーラA坐剤【指定第2類医薬品】 - 坐剤タイプの痔疾用薬。統合後もしばらく販売されていたが、2014年11月で製造終了。軟膏タイプの「サラシュット」や「サノーラA軟膏」もすでに製造を終了しているため、当社で痔疾用薬を取り扱わなくなった。（製造販売元：和光堂(現・アサヒグループ食品)）

旧第一製薬製品
- センロック顆粒/錠 - 胃腸薬。第一製薬時代に処方改良した「新センロック散剤」に継承され、第一三共ヘルスケアに社名変更後「新センロック錠」が発売されたことで「センロック」ブランドの錠剤が再び発売されるようになった。
- 新センロック散剤【第2類医薬品】 - 散剤タイプの制酸系胃腸薬。第一三共に完全統合する前の2007年3月までは第一製薬が製造していた。2020年5月に12包、同年12月に24包が順次製造を終了した。（製造販売元：東亜薬品）
- センロックハーブ細粒 - 胃腸薬。第一製薬時代に「健胃センロック細粒」へ継承。
- 健胃センロック細粒 - 上述の「センロックハーブ細粒」のパッケージをリニューアルし、製品名を変更した製品。第一製薬時代に製造終了（製造元：滋賀県製薬）。
- センロックエース/センロックエース錠 - シメチジンに3種類の制酸剤を配合した複合処方タイプのH2ブロッカー胃腸薬。第一製薬時代に販売終了。なお、この後、三共との統合で「三共Z胃腸薬」を取り扱うようになる。さらにゼファーマとの統合で「ガスター10」を取り扱うようになり、最終的にH2ブロッカー胃腸薬は「ガスター10」に一本化された（製造元：住友製薬(現・住友ファーマ)、提携先：スミスクライン・ビーチャム社(現・グラクソ・スミスクライン社)）。
- ストマベスト - 胃腸薬。日本ドラッグチェーン会（NID）向け。
- 黒丸 - 健胃・消化薬。第一製薬時代に「新黒丸」へ継承し、統合後、2016年1月に「新黒丸a」となった。
- 黒丸ドリンク【第3類医薬品】 - ドリンクタイプの健胃・硝化薬。統合後も継続販売され、2012年4月にリスク区分が変更となったが、直後に製造を終了した。（製造販売元：テイカ製薬）
- エクトール【第2類医薬品】 - カプセルタイプの下痢止め薬（アクリノール水和物配合）。統合後も継続販売されていたが、2020年12月をもって製造を終了した。（製造販売元：滋賀県製薬）
- エクトール赤玉【第2類医薬品】 - 小粒の錠剤タイプの下痢止め薬（アクリノール水和物・タンニン酸ベルベリン・ゲンノショウコエキス末配合）。統合後も継続販売されていたが、2025年3月をもって製造を終了した。（製造販売元：東亜薬品）

旧ゼファーマ製品（旧藤沢薬品工業及び旧山之内製薬製品も含む）
- 新ファイナー3錠 -「ガスター10」があるため、山之内製薬時代に販売終了。
- 新フジサワ胃腸薬グリーン - 藤沢薬品工業時代に販売終了。なお、この後、統合したことで「新三共胃腸薬グリーン（現・第一三共胃腸薬グリーン）」が代替製品として取り扱うようになる。
- 新フジサワ胃腸薬クール【第2類医薬品】 - 食間服用型・スティック包装の顆粒タイプ。従来はホシエヌ製薬（現・田村薬品工業）が製造を行っていたが、2010年から自社製造に切り替えた。ゼファーマ→第一三共ヘルスケアへ移行後も継続されていたが、2024年2月に製造終了。当社の総合胃腸薬は「第一三共胃腸薬」へ一本化された。
- フジサワ漢方胃腸薬【第2類医薬品】 - 平胃散エキス製剤の漢方胃腸薬。特納用製品として販売されていた（製造販売元：大峰堂薬品工業）。
- フロンティア錠 - シメチジンを配合したH2ブロッカー胃腸薬。ゼファーマに統合の際、既に「ガスター10」があるため、統合時に販売終了。医療用は住友ファーマの「タガメット」である。また、藤沢薬品工業はロート製薬に製品供給を行い、同社からは「パンシロンH2ベスト」の商品名で販売されていた。
- アペール
- アペールW - 藤沢薬品工業時代に販売終了。なお、この後、統合したことで「新三共胃腸薬（現・第一三共胃腸薬）」が代替製品として取り扱うようになる。
- 山之内胃腸内服液、フジサワ薬草胃腸内服液 - 液体胃腸薬。「新三共胃腸薬液」と「黒丸ドリンク」へ機能統合のため、販売終了。さらに、「新三共胃腸薬液」も販売終了したため、最終的に「黒丸ドリンク」へ一本化されたが、前述のとおり、「黒丸ドリンク」も製造を終了。さらに、継承された指定医薬部外品の「第一三共胃腸液クール」も製造を終了したため、当社で健胃ドリンク剤を取り扱わなくなった（製造販売元：明治薬品(山之内胃腸内服液)）。
- 金英堂胃腸内服液 - 「山之内胃腸内服液」の金英堂向け製品。
- マーロックスシリーズ - 旧ローヌ・プーラン・ローラー（現・サノフィ）からの導入品。旧ゼファーマ時代に販売終了。後に、本ポジションは「ガスター10」に引き継がれた。
  - マーロックスプラス - レモン味の液体胃腸薬（懸濁剤）。販売終了後、しばらく代替製品は無かったが、後に「ガスター10内服液」を代替製品として取り扱うようになる。（製造販売元：ローヌ・プーラン・ローラー(現・サノフィ)）
  - マーロックスプラスチュアブル錠 - レモン味のチュアブル錠。販売終了後、しばらく代替製品は無かったが、後に「ガスター10 S錠」が代替製品として取り扱うようになる。
  - マーロックスプラスチュアブルBM - ブルーベリーミント味のチュアブル錠。パッケージは発売当時、既に発売されていた「ガスター10」と統一感あるパッケージを採用していた。販売終了後、しばらく代替製品は無かったが、後に「ガスター10 S錠」が代替製品として取り扱うようになる。
- マミオス胃腸薬、マミオスA - 胃腸薬。処方改良により「新フジサワ胃腸薬クール」（特納用仕様は「新マミオス胃腸薬」）へ継承。なお、マミオス胃腸薬は特納・配置用、マミオスAはオールジャパンドラッグ（AJD）向け製品である。
- ソフィット - ドリップタイプの便秘薬。帝人ファーマからの導入品。医療用は同社の「ラキソベロン」である。統合後もしばらく取り扱っていたが、既に、同じ効果を持つ整腸薬「パンラクミン」があるため、カテゴリの再編に伴い販売終了。（製造販売元：帝人ファーマ）
- ソフィットピュア - 軟カプセルタイプの便秘薬。（製造販売元：帝人ファーマ）
- 新ヘルミチン坐剤 - 処方改良により、ゼファーマ時代に「ヘルミチンHi坐剤」へ継承。
- ヘルミチンHi坐剤 - 坐剤タイプの痔疾用薬。統合後もしばらく扱っていたが、「サノーラA坐剤」への機能統合のため、販売終了。
- 新ヘルミチン軟膏 - 軟膏タイプの痔疾用薬。当社との統合時に「サノーラA軟膏」へ継承の為販売終了（製造販売元：静岡フジサワ(現・日医工)）。
- 内服ヘルミチンA - 藤沢薬品工業時代に販売終了。なお、代替製品はない。

## 鎮痛消炎薬/サポーター関連
- テープ
  - ロキソニンSテープ【第2類医薬品】 - 2016年8月発売。ロキソプロフェンナトリウム水和物含有。2020年8月にリスク区分が変更された。発売当初は7枚と14枚の2容量だったが、2023年4月に21枚を追加発売して3容量となった。（製造販売元：リードケミカル）
  - ロキソニンS温感テープ【第2類医薬品】 - 2023年8月発売。ロキソプロフェンナトリウム水和物にノナン酸バニリルアミドが追加配合された温感タイプ。前身の各社でも発売されていなかった当社初の温感テープ剤となる。（製造販売元：リードケミカル）
  - ロキソニンEXテープ【第2類医薬品】 - 2022年4月発売。既存の「ロキソニンSテープ」の処方をベースに、膏体量を減らしてロキソプロフェンナトリウム水和物の濃度を8.1%に高濃度化するとともに、トコフェロール酪酸エステルとl-メントールを追加配合したもの。発売当初は7枚と14枚の2容量だったが、2023年4月に21枚を追加発売して3容量となった。（製造販売元:リードケミカル）
  - ロキソニンSテープL【第2類医薬品】 - 2016年8月発売。「ロキソニンSテープ」の大判サイズ。2020年8月にリスク区分が変更された。（製造販売元：リードケミカル）
  - ロキソニンS温感テープL【第2類医薬品】 - 2023年8月発売。「ロキソニンS温感テープ」の大判サイズ。（製造販売元:リードケミカル）
  - ロキソニンEXテープL【第2類医薬品】 - 2022年4月発売。「ロキソニンEXテープ」の大判サイズ。（製造販売元:リードケミカル）
- 湿布（冷感タイプ）
  - ロキソニンSパップ【第2類医薬品】 - 2016年8月発売。ロキソプロフェンナトリウム水和物含有。2020年8月にリスク区分が変更された。（製造販売元：リードケミカル）
  - パテックスうすぴたシップ【第3類医薬品】 - 2009年4月発売。薄型タイプで大容量が設定されている。2022年2月に効能・効果が改訂され、骨折痛を削除。2024年9月に原材料や包装資材の価格高騰を受け、内容量が減容（24枚→20枚、48枚→40枚）された。（製造販売元：ニプロファーマ）
  - パテックスうすぴたシップEX【第3類医薬品】 - 2022年3月発売。既存の「うすぴたシップ」の処方をベースに、l-メントールを省いて無臭化するとともに、膏体を透明化したことで不織布をベージュ色にしたもの。20枚入りのみの設定。（製造販売元：東光薬品工業）
  - キュウメタシンパップZ◎【第2類医薬品】 - インドメタシン0.5%含有。発売当初から設定されていた12枚入りが2022年5月に製造終了となったため、24枚入りのみの設定となる。（製造販売元：テイカ製薬）
- 湿布（温感タイプ）
  - キュウメタシンパップH◆【第2類医薬品】 - インドメタシン含有（製造販売元：救急薬品工業）
- ジェル - ジェルタイプは発売当初25gのみだったが、2023年4月にS・EXともに50gを追加発売した。
  - ロキソニンSゲル【第2類医薬品】 - 2016年8月発売。ロキソプロフェンナトリウム水和物含有。2020年8月にリスク区分が変更された。
  - ロキソニンEXゲル【第2類医薬品】 - 2022年4月発売。「ロキソニンSゲル」の処方をベースに、l-メントールを追加配合したクールタイプ。
- ローション - ローションタイプは25gのみだったが、2023年4月にS・EXともにロングネック仕様の50gを追加発売した。
  - ロキソニンSローションa【第2類医薬品】 - 2021年3月発売。ロキソプロフェンナトリウム水和物含有。2022年5月に「ロキソニンEXローション」と同じ首曲がりボトルとなり、パッケージデザインが変更された（自然切替）。
  - ロキソニンEXローション【第2類医薬品】 - 2022年4月発売。「ロキソニンSローションa」の処方をベースに、l-メントールを追加配合したクールタイプ。容器形状も首曲がりタイプに変更されている。

### 販売店限定品
- パテックスぺたんシップa【第3類医薬品】 - 2024年9月発売。販売店限定品ながら約11年ぶりに「パテックスぺたんシップ」の名称を復活しているが、処方は既存の「パテックスうすぴたシップ」の処方をベースにアルニカチンキを省く代わりにdl-カンフルを追加、l-メントールを半減（100gあたり1g→0.5g）しており「パテックスぺたんシップ」とは異なる。また、容量は「パテックスうすぴたシップ」と共通で、20枚と40枚の2容量がある。マツキヨココカラ&カンパニー限定発売。（製造販売元:救急薬品工業）

### 特納用製品
- パテックス液ID【第2類医薬品】 - 2020年3月発売。首曲がりタイプのインドメタシン配合液剤。以前発売されていた「パテックスID1.0%液」の実質的な後継製品で、内容量が異なる（55ml→40ml）。（製造販売元：ジャパンメディック）

### 販売終了品
第一三共ヘルスケア製品
- パテックスフェルビナクシップ【第2類医薬品】 - フェルビナク配合パップ剤。「パテックス フェルビナスターAシップ」へ継承のため、2011年で製造終了。（製造販売元：東光薬品工業）
- パテックスフェルビナク35【第2類医薬品】 - フェルビナクを1枚当たり35mg配合したテープ剤。「パテックス フェルビナスターV」へ継承のため、2011年で製造終了。（製造販売元：ニプロパッチ(現・ニプロファーマ)）
- パテックスフェルビナク5【第2類医薬品】 - フェルビナク配合テープ剤。2011年で製造終了。（製造販売元：大石膏盛堂）
- パテックスフェルビナスターV【第2類医薬品】 - フェルビナク配合テープ剤。従来販売されていた「パテックスフェルビナク35」の後継製品で、フェルビナクの配合濃度を高め（3.5%→5.0%）、l-メントールとトコフェロール酢酸エステルを配合。また、大容量サイズを35枚入りに引き上げるとともに、既存の7枚入り・14枚入りもメーカー希望小売価格を値下げ（本体価格 7枚:1,000円→800円、14枚:1,800円→1,500円）した。2017年3月に7枚入りと14枚入りが製造終了となり、大容量の35枚入りも2019年8月に製造終了となった。なお、配合成分は異なるが、テープ剤は「ロキソニンSテープ」や「ロキソニンEXテープ」が代替製品となる。
- パテックスフェルビナスターVL【第2類医薬品】 - 「パテックスフェルビナスターV」の大きさや1枚あたりのフェルビナク含有量を2倍にした大判サイズのテープ剤。2015年12月製造終了。なお、配合成分は異なるが、大判タイプのテープ剤は「ロキソニンSテープL」や「ロキソニンEXテープL」が代替製品となる。
- パテックスフェルビナスターAシップ【第2類医薬品】 - フェルビナク配合パップ剤。従来販売されていた「パテックスフェルビナクシップ」の後継製品で、フェルビナクの配合濃度を引き上げ（0.5%→0.7%）、包装やメーカー希望小売価格を見直した（本体価格 12枚/1,500円→10枚/1,000円、24枚/2,400円→20枚/1,700円、6枚は廃止）。2020年6月製造終了。
- パテックスフェルビナクメントールゲル【第2類医薬品】 - 2011年7月に「パテックス フェルビナスター」シリーズと共通のパッケージデザインにマイナーチェンジした。2014年5月をもって製造終了。なお、配合成分は異なるが、ゲル剤は「ロキソニンSゲル」や「ロキソニンEXゲル」が代替製品となる。（製造販売元：ジャパンメディック）
- パテックスフェルビナクメントールローション【第2類医薬品】 - 2011年7月に「パテックス フェルビナスター」シリーズと共通のパッケージデザインにマイナーチェンジ。2019年2月製造終了。なお、配合成分は異なるが、ローション剤は2021年3月に発売された「ロキソニンSローションa」が代替製品となる。（製造販売元：ジャパンメディック）
- パテックス 機能性サポーター - ひざ用L・ベージュの製造終了に伴い、サポーター市場から撤退した。
  - ひざ用 - 機械によって糸を編んだ編みたてタイプ。後述の「ひざ用ハイグレードモデル」への集約に伴い、2014年3月に追加発売されていたLLサイズが製造終了となり、2020年12月にMサイズ・Lサイズの黒、2023年1月にMサイズのベージュ、同年3月にLサイズのベージュも順次製造を終了したため、全製品製造を終了した。なお、ワコールからは百貨店のスポーツ売場やスポーツチェーン店向けに「CW-X POINT GUARD ひざ用」の製品名で発売している。（製造元:ワコール）
  - ひざ用ハイグレードモデル - パーツごとに生地を手で縫い合わせたカットソータイプ。カラーは黒のみの設定。2021年12月に女性用M、2022年3月に男性用L、同年9月に男性用M、同年10月に女性用L、2023年1月に男性用LL・女性用LLが順次製造を終了したため、全製品製造終了となった。（製造元:ワコール）
  - 腰用ハイグレードモデル - サイズはMとLの2サイズ展開で、カラーは男性用が黒、女性用がベージュとなる。2016年に「腰用」を改名してハイグレードモデルに移行した。2023年1月製造終了。なお、ワコールからは百貨店のスポーツ売場やスポーツチェーン店向けに「CW-X POINT GUARD 腰用」として発売している。（製造元:ワコール）
  - 足首用ハイグレードモデル - カラーは黒のみの設定。男性用Mが2020年11月、女性用Mが2021年1月、男性用Lが2022年4月、女性用Lが同年6月に順次製造を終了したことで、全製品製造終了となった。（製造元：ワコール）

旧三共製品
- 三共シップ - 外用鎮痛消炎薬。第一製薬との統合後も「三共シップ つめた～い」、「三共シップ-Fかど丸」は継続発売していたが、ゼファーマとの統合で「フジパップ」・「漢方中黄膏パップ」の取扱を開始したことに伴い、販売終了。後に「新フジパップZ」も販売を終了したため、「三共シップ」のポジションは「パテックス」が引き継いだ。（製造販売元：リードケミカル）
  - 三共シップ-F のび～るタイプ - 冷感シップ剤。ネット包帯が封入されていた。
  - 三共シップ かど丸 - 冷感シップ剤
  - 三共シップ-Fかど丸 - 冷感シップ剤
  - 三共シップ つめた～い
  - 三共シップ 温感ほんわか - 温感シップ剤
  - 三共シップ 温感あつ～い - トウガラシエキスとノニル酸ワニリルアミドを「温感ほんわか」に比べて高配合した温感シップ剤
  - 三共シップ あったかE
- レーブ・ジェル - 外用鎮痛消炎薬（ケトプロフェン製剤）。三共時代に販売終了。

旧第一製薬製品
- パテックス - わが国最初の成型パップ剤。（製造元：埼玉第一製薬(現・ニプロファーマ)）
- パテックス-ハイ（製造元：埼玉第一製薬(現・ニプロファーマ)）
- パテックスA - 生薬アルニカエキスを配合した、伸びが良く、剥がれにくい冷感パップ剤。（製造元：埼玉第一製薬(現・ニプロファーマ)）
- 新パテックスA - 生薬アルニカチンキを配合した冷感パップ剤。第一製薬時代に処方改良により「パテックス ぺたんシップ」へ継承。（製造販売元：ニプロパッチ(現・ニプロファーマ)）
- パテックスAS - サリチル酸系成分を不使用とした冷感シップ剤。第一製薬時代に製造終了。（製造元：埼玉第一製薬(現・ニプロファーマ)）
- パテックスID【第2類医薬品】 - 冷感パップ剤（インドメタシン製剤）。統合後もしばらく取り扱っていたが、ゼファーマが発売していた「キュウメタシンパップZ」に機能統合のため、製造終了。これにより、当社のインドメタシン配合パップ剤は「キュウメタシンパップ」に一本化された。（製造販売元：ニプロパッチ(現・ニプロファーマ)）
- パテックスぺたんシップ【第3類医薬品】 - 生薬アルニカチンキを「新パテックスA」の2倍配合した冷感パップ剤。2009年から発売されている「パテックスうすぴたシップ」へ機能統合のため2013年で製造終了。前述したように販売店限定品の「パテックスぺたんシップa」の発売により名称を復活している。（製造販売元：ニプロパッチ(現・ニプロファーマ)）
- パテックス温感 - 温感シップ剤。第一製薬時代に製造終了。
- 新パテックスIDインドメタシン温感【第2類医薬品】 - 温感シップ剤（インドメタシン製剤）。統合後もしばらく取り扱っていたが、ゼファーマ（旧山之内製薬）が発売していた「キュウメタシンパップH」に機能統合のため、製造終了。（製造販売元：帝國製薬）
- 腰痛パテックス【第3類医薬品】 - 積水化学工業の「ソフトロン」を使用した温感タイプの腰痛専用シップ。統合後もしばらく取り扱っていたが、2016年12月製造終了。（製造販売元：積水メディカル）
- パテックスクリーム - クリームタイプ（インドメタシン製剤）。第一製薬時代に「パテックスID1.0%クリーム」へ継承。
- パテックスID1.0%クリーム - クリームタイプ（インドメタシン1.0%配合製剤）。三共との統合もしばらく販売されていたが、ラインナップの整理に伴い製造終了。
- ぬりぬりパテックス液 - 液タイプ（インドメタシン製剤）。第一製薬時代に「パテックスID1.0%液」へ継承（製造元：埼玉第一製薬(現・ニプロファーマ)）。
- パテックスID1.0%液 - 従来発売されていた「ぬりぬりパテックス液」のインドメタシン濃度を引き上げ（0.75%→1.0%）、内容量を増量（50ml→55ml）した製品。三共との統合もしばらく販売されていたが、ラインナップの整理に伴い製造終了。なお、2020年3月に特納用として発売された「パテックス液ID」が実質的な後継製品となる。
- 救急パテックスIDスプレー【第2類医薬品】 - スプレー剤。2010年に製造終了。（製造販売元：ニプロパッチ(現・ニプロファーマ)）

旧ゼファーマ製品（旧藤沢薬品工業及び旧山之内製薬製品も含む）
- キュウメタシンパップ - 冷感パップ剤（インドメタシン製剤）。ゼファーマ時代に処方改良により「キュウメタシンパップZ」へ継承。（製造販売元：救急薬品工業）
- キュウパップクール【第3類医薬品】 - オールジャパンドラッグ（AJD）向け製品。48枚の大容量が設定されている「パテックス うすぴたシップ」へ統合の為製造終了。（製造販売元：救急薬品工業）
- 漢方中黄膏パップ【第2類医薬品】 - 発売当初は「山之内中黄膏パップ」だったが、2007年2月に製品名が変更された。統合後も継続販売されていたが、2020年12月をもって製造を終了した。（製造販売元：救急薬品工業）
- フジパップ
- フジパップエース
- 新フジパップエース - 処方改良により「新フジパップZ」へ継承
- 新フジパップZ - 冷感パップ剤。統合後もしばらく販売していたが、「パテックスうすぴたシップ」の発売を機に「パテックス」へ機能統合のため生産終了。なお、温感タイプの「新フジパップ温感」は「パテックス」と重複しない製品のため、製造・販売は継続されている（以前「パテックス」ブランドに「パテックス温感」が発売されていたが、第一製薬時代に製造を終了しており、実質的な代替製品となっている）。
- フジパップ温感 - 処方改良により「新フジパップ温感」へ継承。
- 新フジパップ温感【第3類医薬品】 - 1997年11月発売。2度の統合後も継続販売され、2021年12月には効能・効果から骨折痛を削除する改訂されたが、2025年4月をもって製造を終了した。（製造販売元：テイカ製薬）
- フジパップゴールド - インドメタシン配合シップ剤（冷感タイプ）。ゼファーマへの統合後もしばらく販売していたが、「キュウメタシンパップ」へ統合のため、販売終了。（製造販売元：テイカ製薬）
- フジパップID1.0%ゲル - 藤沢薬品工業時代に販売終了。（製造販売元：東光薬品工業）
- フジパップID1.0%液 - 藤沢薬品工業時代に販売終了。（製造販売元：ホシエヌ製薬(現・田村薬品工業)）
- フジパップID1.0%エアロゾル - 藤沢薬品工業時代に販売終了。（製造販売元：ホシエヌ製薬(現・田村薬品工業)）
- フジメタシン1.0%液【第2類医薬品】 - 特納用。統合後も継続販売されていたが、「パテックス液ID」へ統合のため製造終了。（製造販売元：田村薬品工業）

## 皮膚の薬関連
マキロンについては、詳細記事を参照のこと。
なお、医療用の「クロマイ」・「クロロマイセチン」・「オイラックス」（クロマイ-P軟膏、クロロマイセチン軟膏2%、オイラックスクリーム10%、オイラックスHクリーム）はブランドごとに製造販売元が異なり、「クロマイ」と「クロロマイセチン」はアルフレッサ ファーマが、「オイラックス」は日新製薬がそれぞれ製造販売を行っている（医療用「オイラックス」は2016年5月まではノバルティスファーマが製造販売を行っていたが、同年6月に製造販売承認をグラクソ・スミスクライン・コンシューマー・ヘルスケア・ジャパン(現:Haleonジャパン)が継承。その後、「オイラックスクリーム10%」は2018年1月4日付、「オイラックスHクリーム」は同年6月1日付で製造販売承認と販売を日新製薬へ順次移管。医療用「クロマイ」「クロロマイセチン」は2019年2月までは第一三共が製造販売を行っていたが、同年3月の吸収分割に伴ってアルフレッサ ファーマが承継した）。
- 殺菌消毒薬
  - キシロA軟膏◇【第2類医薬品】 - 軟膏タイプ。発売当初はパッケージに「創傷薬」と明記されていたが、ゼファーマへの社名変更以降は「殺菌消毒薬」と明記している。（製造販売元：ジャパンメディック）
- 鎮痒消炎薬
  - オイラックスソフト【第3類医薬品】 - 2008年3月発売。クリームタイプ（ノンステロイド）。2019年3月にリニューアル。内容量が増量（12g→16g）され、パッケージは印刷面を拡大してぶら下げ陳列にも対応した。（製造販売元：ジャパンメディック）
  - オイラックスA◎【指定第2類医薬品】 - 2005年2月発売。クリームタイプ（ステロイドのヒドロコルチゾン酢酸エステル(Hydrocortisone acetate)配合）。2016年2月にパッケージリニューアルし、10gと20gはパッケージの印刷面を拡大してぶら下げ陳列に対応した。（製造販売元：ジャパンメディック）
  - オイラックスPZリペア軟膏【指定第2類医薬品】 - 油性基剤の軟膏タイプ（アンテドラッグステロイドのプレドニゾロン吉草酸エステル酢酸エステル配合）。2016年2月に「オイラックスPZ軟膏◇（1999年2月発売）」をリニューアル。アラントインとグリチルリチン酸を配合し、パッケージは印刷面を拡大してぶら下げ陳列にも対応。2021年5月にパッケージデザインが変更された。（製造販売元：ジャパンメディック）
  - オイラックスPZリペアクリーム【指定第2類医薬品】 - クリームタイプ（アンテドラッグステロイドのプレドニゾロン吉草酸エステル酢酸エステル配合）。2016年2月に「オイラックスPZクリーム◇（1999年2月発売）」をリニューアル。アラントインとグリチルリチン酸を配合し、パッケージは印刷面を拡大してぶら下げ陳列にも対応。2021年5月にパッケージデザインが変更された。（製造販売元：ジャパンメディック）
  - オイラックスDX軟膏【指定第2類医薬品】 - 2019年3月発売。クリームタイプ（ステロイドのデキサメタゾン酢酸エステル配合）。「オイラックスデキサS軟膏」の処方にグリチルレチン酸とアラントインが配合され、内容量を増量（12g→16g）、パッケージは印刷面を拡大してぶら下げ陳列にも対応した。（製造販売元：ジャパンメディック）
  - ベトネベートクリームS【指定第2類医薬品】 - クリームタイプ。ステロイドのベタメタゾン酢酸エステルのみとした単独製剤。2011年10月に「ベトネベートクリーム」から製品名を変更。2017年1月にパッケージリニューアルを行い、同年3月に10g入りを追加発売した。（製造販売元：グラクソ・スミスクライン）
- 皮膚疾患治療薬
  - ベトネベートN軟膏AS【指定第2類医薬品】 - ベタメタゾン酢酸エステルに抗生物質のフラジオマイシン硫酸塩を配合した処方。2011年10月に「ベトネベートN軟膏」から製品名を変更。2017年1月にパッケージリニューアルを行い、同年3月に10g入りを追加発売した。（製造販売元：グラクソ・スミスクライン）
  - クロマイ-P軟膏AS【指定第2類医薬品】 - プレドニゾロンに2種類の抗生物質（クロラムフェニコール・フラジオマイシン硫酸塩）を配合した処方。2011年9月に「クロマイ-P軟膏（製造販売元：第一三共）」から製品名を変更し、自社生産に切り替えた。2019年3月にパッケージデザインのベースカラーをベージュから白に変更され、同時に12g入りを追加発売した。
- 化膿性皮膚疾患用薬
  - クロマイ-N軟膏☆【第2類医薬品】 - 2種類の抗生物質（クロラムフェニコール・フラジオマイシン硫酸塩）に抗真菌剤のナイスタチンを配合した処方。2018年4月にぶら下げ陳列にも対応し、6g入りと別デザインとした12g入りを追加発売。2019年3月に6g入りのパッケージデザインのベースカラーをベージュから白に変更された。
  - クロロマイセチン軟膏2%A【第2類医薬品】 - 抗生物質のクロラムフェニコールのみとした単独製剤。2011年9月に添加物をパラオキシ安息香酸ブチルからパラベンに変更する処方変更に伴って「クロロマイセチン軟膏2%（製造販売元：第一三共）」から製品名が変更され、自社生産に切り替えた。2019年3月にベースカラーをベージュから白に変更し、製品区別の為ピンクの差し色を追加したパッケージデザインに変更された。
- 皮膚保護薬
  - プロペト ピュアベールa【第3類医薬品】 - 2024年5月に「プロペト ピュアベール（2019年8月発売、2021年8月に30gを追加発売）」をリニューアル。添加物としてジブチルヒドロキシトルエンが追加された。（製造販売元：丸石製薬）
- 水虫・たむし薬
  - ピロエースZ【指定第2類医薬品】 - 2012年2月発売。抗真菌成分ラノコナゾールと他の成分を組み合わせた複合処方の水虫薬。剤形により配合成分が異なっている。なお、販売開始当初は日本農薬が製造を行っていたが、2013年より自社製造となった。2015年10月にラノコナゾールの原薬を製造する原薬製造業者が医薬品医療機器総合機構によるGMP適合性検査でGMP管理上の不備が指摘されたこと（ただし、直接的にラノコナゾールの製造について行われたものではない）を受け、万全を期すために自主回収し、原薬のGMP管理等の見直しを行うため、販売を休止。その後、2016年3月に液とクリームの製造・販売を再開、2017年3月に軟膏の製造・販売も再開した。
    - 液 - 3種類のかゆみ止め成分（クロルフェニラミンマレイン酸塩・クロタミトン・l-メントール）と抗炎症成分（グリチルレチン酸）をプラスした処方。
    - クリーム - 2種類のかゆみ止め成分（クロルフェニラミンマレイン酸塩・クロタミトン）、殺菌成分（イソプロピルメチルフェノール）、抗炎症成分（グリチルレチン酸）をプラスした処方。
    - 軟膏 - 殺菌成分（イソプロピルメチルフェノール）と抗炎症成分（グリチルレチン酸）をプラスした処方。

  - ピロエースW◇【第2類医薬品】 - 抗生物質（ピロールニトリン）と抗真菌剤（クロトリマゾール）を組み合わせた処方。
    - 液（製造販売元：田村薬品工業）
    - 軟膏（製造販売元：テイカ製薬）
    - クリーム（製造販売元：東興薬品工業）

### 販売店限定製品
- 鎮痒消炎薬
  - メディエード【指定第2類医薬品】 - 2021年11月発売。「オイラックスPZリペア」と有効成分や添加物が同一で、内容量を18gの大容量サイズとしたもの。剤形も「オイラックスPZリペア」同様にクリームと軟膏の2タイプを設定している。前述したように「メディエード」はかつて旧第一製薬で風邪薬のブランドとして発売されていたが、鎮痒消炎薬としてブランド名を復活したこととなった。マツキヨココカラ&カンパニー向け製品で、プライベートブランドの「matsukiyo」を冠して発売されている（製造販売元：ジャパンメディック）
- 乾燥性皮膚用薬
  - プロティナクリーム◇【第3類医薬品】（製造販売元：東光薬品工業）
  - 新ナチュロール20%◇【第3類医薬品】　- 上述「プロティナクリーム」のオールジャパンドラッグ（AJD）向け製品で、有効成分は「プロティナクリーム」と同一。（製造販売元：東光薬品工業）

### 特納用製品
- 鎮痒消炎薬
  - 新オイラックスHクリーム◇【指定第2類医薬品】 - クリームタイプ（ステロイドのヒドロコルチゾン酢酸エステル配合）。（製造販売元：ジャパンメディック）
- 皮膚軟化薬
  - ニューウレアクリーム20%【第3類医薬品】 - チューブ入り。藤沢薬品工業時代から販売されていた「フジサワウレアクリーム20%」をリニューアルした製品。（製造販売元：ジャパンメディック）

### 販売終了品
第一三共ヘルスケア製品
- ピロエースZ ジェットスプレー【指定第2類医薬品】 - ラノコナゾールに3種類のかゆみ止め成分（クロルフェニラミンマレイン酸塩・クロタミトン・l-メントール）と抗炎症成分（グリチルリチン酸）を配合したスプレータイプの水虫薬。2015年10月に「ピロエースZ」の他の剤形と共に自主回収・販売休止となり、販売再開することなくそのまま終売となった。
- ピロエースEX【指定第2類医薬品】 - 「ピロエースZ」の別パッケージ品で、成分や添加物は「ピロエースZ」と同一。剤形も「ピロエースZ」同様に液、クリーム、軟膏の3タイプを設定している。ウエルシアグループや一部のイオンでの取り扱いであった。

旧三共製品
- アレルギール冷スプレー - シャーベット状の泡で患部を冷やすスプレータイプの鎮痒消炎薬。三共時代に製造終了。
- アレルギールフォーム - フォームタイプの鎮痒消炎薬。三共時代に製造終了。
- アレルギールSK【指定第2類医薬品】 - クリームタイプの鎮痒消炎薬（アンテドラッグステロイドのプレドニゾロン吉草酸エステル酢酸エステル配合）。第一製薬並びにゼファーマとの統合後も販売を続けてきたが、「オイラックスPZリペアクリーム」へラインナップ統合のため、2021年5月をもって製造を終了。（製造販売元：東興薬品工業）
- アレルギールクリーム【指定第2類医薬品】 - クリームタイプの鎮痒消炎薬（ステロイドのプレドニゾロン酢酸エステル配合）。第一製薬並びにゼファーマとの統合後も販売を続けてきたが、2025年6月をもって製造を終了。
- アレルギールジェル【指定第2類医薬品】 - 透明ジェルタイプの鎮痒消炎薬（ステロイドのプレドニゾロン酢酸エステル配合）。第一製薬並びにゼファーマとの統合後も販売を続けてきたが、2025年7月をもって製造を終了。（製造販売元：東興薬品工業）
- トレコート-D軟膏 - 酢酸デキサメタゾンを配合したステロイド系外皮用薬。三共時代に製造終了。なお、この後、ゼファーマとの統合により、類似製品の「オイラックスデキサS軟膏（現:オイラックスDX軟膏）」を扱うようになる。
- オキシフル液 - 外用殺菌消毒剤（日本薬局方オキシドール）。第一製薬との統合時に販売終了済。なお、この後、ゼファーマとの統合により、同社の主力製品の一つであった「マキロン」を扱うようになる。
- ラミシールAT - ノバルティスとの契約により販売していたが、契約の終了やゼファーマとの統合で「ウィンダム」を取り扱うこととなった為、当社での販売を終了し、2007年にノバルティスファーマでの製造販売に移行、2016年6月に前述の製造販売承認の継承に伴ってグラクソ・スミスクライン・コンシューマー・ヘルスケア・ジャパン(現:Haleonジャパン)へ再移行した（2024年11月に製造販売承認の再継承に伴い、製造販売元が全薬工業へ再々移行される）。なお、「ラミシールAT」の販売終了から「ウィンダム」の販売開始までの3ヶ月間、当社で水虫薬の取扱が無かった時期があった。（輸入販売元：日本チバガイギー、製造元：ノバルティス AG）
- タックルW液/Wクリーム - 水虫薬。旧三共時代に販売終了済。なお、ゼファーマとの統合により、「ピロエースW液/Wクリーム」が代替製品として加わる。

旧第一製薬製品
- ベリベアークリーム/軟膏 - 皮膚疾患治療薬。三共との統合後も取り扱っていたが、ゼファーマとの統合で「オイラックス」の取り扱いを開始したことに伴って販売終了。なお、2009年4月からは同じ旧第一製薬が発売していた皮膚疾患治療薬である「ベトネベート」が加わる。
- イクジマリンC/イクジマリン軟膏 - 水虫薬。三共と統合前の第一製薬時代に販売終了。三共との統合により「ラミシール」が代替製品になる。（「ラミシール」に関しては、旧三共製品の欄を参照。）

旧ゼファーマ製品（旧藤沢薬品工業及び旧山之内製薬製品も含む）
- キシロ消毒液 - 外傷薬（色のつかないスプレータイプ）。アストラゼネカからの導入品。藤沢薬品工業時代に販売終了。なお、この後、ゼファーマへ統合したことにより主力商品である「マキロン」を取り扱うようになる。
- キシロS - 「キシロA軟膏」に機能統合。
- ライナー - 水虫薬。
- 新ライナー1 - 水虫薬。ゼファーマに統合の際、既に「ピロエースW液/Wクリーム」があるため、統合時に販売終了。
- ピロエース - 水虫薬。有効成分は抗生物質ピロールニトリン。
- 新ピロエース - 水虫薬。「ピロエースW」シリーズに切り替えた。
- ピロエースプラス - 日本ドラッグチェーン会（NID）向けに発売されていた水虫薬。一般製品の「ピロエースW」へ機能統合のため、販売終了。
- ピロエースW パウダースプレー【第2類医薬品】 - 2004年3月発売。発売当初はホシエヌ製薬（現・田村薬品工業）が製造を行っていたが、リスク区分の記載と共に、自社製造に切替。当社への統合後も継続していたが、2023年4月製造終了。
- ウィンダム【指定第2類医薬品】 - 日本農薬が開発した抗真菌成分ラノコナゾールを配合した水虫薬で、液・軟膏・クリームの3剤型をラインナップ。医療用は「アスタット」としてマルホから発売されている。本製品は以前発売されていた「ラミシールAT」の代替商品として発売されていた。2011年1月にリスク区分を変更。「ピロエースZ」同様、販売開始当初は日本農薬が製造していたが、2013年より自社製造となった。ラインナップを「ピロエースZ」に集約するため、2014年3月をもって製造終了。
- オイラックスクリーム（一般用） - クロタミトンのみの単味剤。
- 新オイラックスS - クリームタイプの虫さされ薬。
- オイラックスデキサ軟膏 - 処方改良により「オイラックスデキサS軟膏」へ継承。
- オイラックスデキサS軟膏【指定第2類医薬品】 - 軟膏タイプ（ステロイドのデキサメタゾン酢酸エステル配合）。統合後も継続販売されていたが、「オイラックスDX軟膏」へ継承のため2019年3月製造終了。（製造販売元：ジャパンメディック）
- オイラックスデキサゲル
- オイラックス潤 - 保湿成分を配合した非ステロイド系鎮痒消炎薬。
- オイラックス潤クリーム - 乾燥性皮膚用薬。藤沢薬品工業時代に販売終了（製造販売元：ジャパンメディック）。
- オイラックス潤乳液【第3類医薬品】 - Water in Oilタイプの乾燥性皮膚用薬。統合後も継続販売されていたが、2020年6月製造終了。（製造販売元：田村薬品工業）
- オイラックスクール液 - 液タイプの虫さされ薬。ゼファーマに統合の際、既に「マキロンかゆみどめ液（後のマキロンsかゆみどめ液）」があるため、統合時に販売終了。（製造販売元：ホシエヌ製薬(現・田村薬品工業)）
- オイラックスクールスプレー - スプレータイプの虫さされ薬。藤沢薬品工業時代に販売終了（製造販売元：ホシエヌ製薬(現・田村薬品工業)）
- オイラックスタッチ - パッチタイプの虫さされ薬。藤沢薬品工業時代に販売終了。なお、この後、ゼファーマに統合したことで代替製品として「マキロンかゆみどめパッチ」を取り扱うようになる。
- プロデルマ軟膏【指定第2類医薬品】 - 「オイラックスPZ軟膏」の一部販売店向け仕様。「オイラックスPZリペア軟膏」へ統合の為販売終了。（製造販売元：ジャパンメディック）
- エバユースにきび薬【第2類医薬品】 - 日本薬局方 イブプロフェンピコノールクリーム。「マキロン アクネージュ メディカルクリーム」へ統合の為、2021年8月製造終了。（製造販売元：久光製薬）
- 強力トリコマイシンG【指定第2類医薬品】 - 真菌性（カンジタ性）・トリコモナス性皮膚炎用の外皮用薬。統合後もしばらく販売されていたが、2011年で販売終了。（製造販売元：ジャパンメディック）
- フジサワウレアクリーム - 尿素10%配合クリーム。藤沢薬品工業時代に販売終了。
- フジサワウレアクリーム20% - 処方改良により「新フジサワウレアクリーム20%」へ継承。
- 新フジサワウレアクリーム20% - 乾燥性皮膚用薬。藤沢薬品工業時代に販売終了。（製造販売元：東光薬品工業）
- 虫キック - 健康保険組合向けに販売されていた虫よけスプレー。旧藤沢薬品工業時代に販売終了。ゼファーマに統合のため「マキロン」が代替製品になる。そのうえ、第一三共ヘルスケアと統合した時点で「マキロン虫キック」と「マキロン」ブランドに統合し、「虫キック」が「マキロン」ブランドで復活を果たした。

## 花粉・アレルギー用薬関連
アレルギー専用点眼薬、アレルギー専用点鼻薬、洗眼薬はエージーを参照のこと。
- アレルギール錠☆【第2類医薬品】 - 抗ヒスタミン剤にビタミンB6などを配合した内服アレルギー薬。

### 特納用製品
- プレコール鼻炎カプセルA◇【指定第2類医薬品】 - 鼻炎用内服薬。発売当初は一般向けにも販売されていた。（製造販売元：佐藤薬品工業）
- 爽AL点鼻薬a【第2類医薬品】 - 2018年に旧藤沢薬品工業時代から発売されていた「爽AL鼻炎薬」を改良。塩酸リドカイン（無水物）が配合された。

### 販売終了品
第一三共ヘルスケア製品
- プレコール持続性鼻炎カプセルLX【指定第2類医薬品】 - 2010年12月発売。「プレコール持続性鼻炎カプセルL」の処方をベースに、フェニレフリン塩酸塩を追加配合したカプセルタイプ。2019年10月に「プレコール持続性カプセル」・「プレコール持続性せき止めカプセル」に準じたパッケージデザインへ変更され、濃緑から白のグラデーションカラーとなった。2022年6月に「プレコール持続性鼻炎カプセルL」と共に自主回収となり、販売を再開することなく同年9月に製造終了となった。（製造販売元：佐藤薬品工業）

旧三共製品
- アレルギールカプセル - 「アレルギール錠」に機能統合のため販売終了。
- アレルギール鼻炎薬 - チュアブル錠。鼻炎薬関連については「ルル」に機能統合するため、販売終了。
- アレルギール点鼻スプレー - アレルギー専用点鼻薬。三共時代に販売終了済。販売終了後、このカテゴリの製品はなかったが、ゼファーマとの統合により、「エージーノーズ（現在の「エージーアレルカットS」）」が代替製品として取り扱うようになる。
- アレルギールeye - アレルギー専用点眼薬。三共時代に販売終了済。なお、この後、ゼファーマとの統合で「アレルギールeye」の代替製品として「エージーアイズクール（現在の「エージーアレルカットic」）」を取り扱うようになる。

旧第一製薬製品
- ペラック鼻炎カプセルA - 前身は、「ペラック鼻炎カプセル」。その後、PPA問題に対処するため、第一製薬時代に販売終了。処方改良した「ペラック鼻炎カプセルA」を発売したが、三共との統合で、「ルル鼻炎ミニカプセル」があるため販売終了。さらにゼファーマとの統合で「トレーネ鼻炎薬」、「プレコール持続性鼻炎カプセルL」を取り扱うようになり、最終的に「プレコール持続性鼻炎カプセルL/LX」へ一本化された。
- ペラックエアウェイ錠 - 鼻炎用内服薬。三共との統合後も取り扱っていたが、既に「ルル」があるため、カテゴリ再編に伴って販売終了。なお、この後、ゼファーマとの統合で「トレーネ鼻炎薬」を取り扱うようになったが、後述の通り製造終了となった。
- ペラック鼻炎スプレークール - 点鼻薬。三共との統合後も取り扱っていたが、同社が扱っていた「ルル点鼻スプレー」への統合に伴い、販売終了。（製造販売元：日東薬品工業）
- ペラック鼻スッキリ洗浄スプレー【一般医療機器】 - 鼻洗浄スプレー。三共との統合後も取り扱っていたが、製造販売元の製造中止に伴って販売終了。（製造販売元：小池化学）

旧ゼファーマ製品
- プレコール持続性鼻炎カプセルL【指定第2類医薬品】 - 2004年10月発売。持続性型のカプセルタイプ。2019年10月に「プレコール持続性カプセル」・「プレコール持続性せき止めカプセル」に準じたパッケージデザインへ変更され、緑から白のグラデーションカラーとなった。2021年8月に20カプセルの製造を終了。2022年6月に「プレコール持続性鼻炎カプセルLX」と共に自主回収となり、販売を再開することなく同年9月をもって製造を終了した。（製造販売元：佐藤薬品工業）
- トレーネ点眼薬 - アレルギー専用点眼薬。ゼファーマに統合の際、既に「エージーアイズ（現在の「エージーアレルカットis」）」があるため、統合時に販売終了。
- トレーネ鼻炎薬【指定第2類医薬品】 - カプレット（カプセル型錠剤）タイプの鼻炎用内服薬。7歳から服用が可能な為、カプレットの中央には1/2錠ずつにするための割線がある。当社へ統合後も継続販売されたが、2021年8月をもって製造終了。当社の鼻炎用内服薬は持続性タイプの「プレコール」へ一本化された。（製造販売元：テイカ製薬）
- アイシャワー【第3類医薬品】 - 洗眼薬。旧山之内製薬時代から特納用製品として発売され、統合後も継続販売されたが2018年に販売終了。一般向け製品の「フレッシュアイAG（現在の「エージーアレルカットフレッシュアイ」）」が実質的な代替製品となる。（製造販売元：日東メディック）

## 発毛促進薬・頭皮ケア関連
このカテゴリの製品については、カロヤンを参照のこと。

### 販売終了品
旧三共製品
- 三共ヨウモトニック - 養毛剤。第一製薬との統合後しばらく発売していたが、ヘアケア関連を「カロヤン」に一本化するため販売終了。

## 肝斑・しみ/ビタミン・保健薬関連
しみ（肝斑に限る）改善薬やビタミンC主薬製剤はトランシーノを、栄養ドリンク剤はリゲインをそれぞれ参照のこと。
- ビタミンC主薬製剤
  - システィナCII【第3類医薬品】 - 2023年9月に旧第一製薬から20年以上発売されてきた「システィナC」をリニューアル。錠剤が糖衣からフィルムコーティングに変更されたことで小型化された。（製造販売元:至誠堂製薬）
- ビタミンEC主薬製剤
  - ビトン-ハイ リッチ【第3類医薬品】 - 2008年11月発売。「ビトン-ハイECB2」の処方をベースに、ビタミンCを2倍量に増やし、ビタミンB6を追加配合したもの。（製造販売元：日野薬品工業）
  - ビトン-ハイECB2☆【第3類医薬品】
  - 新エバユースEC◎【第3類医薬品】 - 2005年11月に藤沢薬品工業時代から発売されていた「エバユースEC」を改名・リニューアル。ピリドキシン塩酸塩（ビタミンB6）の含有量を増量（5 mg/3包 → 15 mg/3包）し、内容量を32包・80包から60包・90包に増量。パッケージデザインがオレンジからイエローのグラデーションカラーに刷新された。（製造販売元：日野薬品工業）

### 販売店限定製品
- ビタミンC主薬製剤
  - エバユースホワイトEXII【第3類医薬品】 - 2018年に「エバユースホワイトEX」をリニューアル。服用回数が1日2回に変更された（製造販売元：京都薬品工業）。
  - エバレッシュホワイトEXII【第3類医薬品】 - マツキヨココカラ&カンパニーグループ向け仕様品（当初はマツモトキヨシグループ限定だったが、2020年よりココカラファインでも販売）。2018年に「エバレッシュホワイトEX」がリニューアルされ、服用回数が1日2回に変更されたほか、リニューアルに伴って「matsukiyo」へ移行された（製造販売元：京都薬品工業）。
- ビタミンEC主薬製剤
  - NEWエバレッシュEC◎【第3類医薬品】 - 「新エバユースEC」のマツキヨココカラ&カンパニーグループ向け仕様品（当初はマツモトキヨシグループ限定だったが、2020年よりココカラファインでも販売）。元々は「MK CUSTOMER（エムケー カスタマー）」の一製品として発売されていたが、2016年にパッケージデザインをリニューアルすると同時に「matsukiyo（マツキヨ）」の一製品に移行した（製造販売元：日野薬品工業）。
- ビタミンB2・B6主薬製剤
  - エバユースBBプラスC【第3類医薬品】 - 「新エバユースB26」の処方をベースに、ビオチン（ビタミンH）を省く代わりに、アスコルビン酸（ビタミンC）の配合量を200mg（2錠中）に増量した処方。包装体系は70錠/140錠/280錠と増量されている。ツルハグループ向け製品。（製造販売元：佐藤薬品工業）
  - エバレッシュB26プレミアム【第3類医薬品】 - 2022年1月に旧ゼファーマ時代から発売されていた「NEWエバレッシュB26」をリニューアル。ビオチン（ビタミンH）とニコチン酸アミドの配合量を2倍に増量（2錠中:0.05 mg/30 mg → 0.1 mg/60 mg）して「新エバユースB26a」と処方が差別化され、包装体系も変更となり、70錠/130錠/250錠から60錠/120錠/210錠（210錠は同年春発売）へ減容された。プライベートブランド「matsukiyo」の1製品で、マツキヨココカラ&カンパニーグループ限定発売となる。（製造販売元：滋賀県製薬）
- ビタミンB1・B6・B12主薬製剤
  - パンテEX★【第3類医薬品】（製造販売元：ダイト）
  - エルビタンEB錠◎【第3類医薬品】 - サンドラッググループ向け仕様品（製造販売元：田村薬品工業）
- ビタミンB1主薬製剤
  - アスラック◇【第3類医薬品】

### 特納用製品
- ノイビタエースEX【第3類医薬品】 - ビタミンB1・B6・B12主薬製剤。一般向けだけでなく特納用仕様も発売されていた「ノイビタエース」のリニューアル品。（製造販売元：田村薬品工業）

### 販売終了品
第一三共ヘルスケア製品
- 新エバユースB26a【第3類医薬品】 - 2001年3月に藤沢薬品工業が「新エバユースB26」を発売。当初はPTP包装で、20錠・80錠・160錠・300錠の4容量をラインナップしていたが、ゼファーマへ移行した後の2005年11月にピンクのグラデーションカラーとしたパッケージデザインへ刷新され、内容量を60錠・120錠・180錠・250錠に変更。包装も瓶包装へ変更してリニューアルされた。第一三共ヘルスケアへの社名変更後も継続発売されてきたが、2021年7月に改名・リニューアル。添加物が変更（CMC-Caを省く代わりに、セルロース、無水ケイ酸、カルメロースCa、クロスポビドン、クエン酸トリエチル、カルナウバロウを追加）され、内容量は180錠が廃止されて3容量となり、製造委託先が佐藤薬品工業から変更された。2024年2月に250錠が先行して製造を終了、同年6月に60錠・120錠も製造終了となり、同類製品の「トラフルBBチャージa」へ統合された。（製造販売元：滋賀県製薬）
- 第一三共ビタミンE【第3類医薬品】 - ビタミンE主薬製剤。山之内製薬時代から発売していた「山之内ビタミンEカプセル」のリニューアル品で、特納用製品として発売されていた。（製造販売元：東亜薬品）
- エバユースプライムB26【第3類医薬品】 - 「新エバユースB26」の一部販売店向け仕様品で内容量が異なり、赤のパッケージデザインとなる。2023年2月製造終了。（製造販売元：佐藤薬品工業）

旧三共製品
- ビオタミン（一般用） - 持続性ビタミンB1主薬製剤。「ビオタミンエース」へ継承。なお、医療用も現在、第一三共からの販売は終了しており、東和薬品が販売する後発品である「ビオトーワ」が処方されている。
- ビオタミンエース - 錠剤タイプのビタミンB1主薬製剤。「リゲインEB錠II」へ統合のため販売終了。なお、この後、ゼファーマと統合したことで「ノイビタコンドロ錠（配合成分が一部異なり、リボフラビン(ビタミンB2)・パントテン酸カルシウム・ニコチン酸アミドの代わりに、コハク酸d-α-トコフェロール(天然型ビタミンE)とコンドロイチン硫酸エステルナトリウムを配合）」が代替製品として取り扱うようになったが、販売終了となった。
- トリメートエース - カプセルタイプのビタミンB1B6B12主薬製剤。「リゲインEB錠II」へ統合のため販売終了。
- ミネビタール錠 - ビタミン含有滋養強壮保健薬。こちらも「リゲインEB錠II」に統合のため販売終了。なお、この後、ゼファーマと統合したことで「新リバヘルスゴールド」が代替製品として取り扱うようになったが、販売終了となった。
- ビトンテラビー タブレッツ - ビタミンB2B6主薬製剤。旧三共時代に販売を終了している。なお、この後、ゼファーマと統合したことで「新エバユースB26」（現:新エバユースB26a）が代替製品として取り扱うようになる。
- ビトン-ハイ、ビトン-ハイ エース - ビタミンEC主薬製剤。処方改良により「ビトン-ハイECB2」へ移行。
- ゴルフ-GX - ミニドリンク剤。三共時代に販売終了。
- ゴルフ-GS - ミニドリンク剤。三共時代に販売終了。
- ツデイL - 天然型ビタミンEを配合した女性向けミニドリンク剤。

旧第一製薬製品
- パンベスト - パンテチンに乾燥コウジンエキス（朝鮮人参）と酢酸d-α-トコフェロールを配合した滋養強壮保健薬。第一製薬時代に製造終了。
- パントゴールド錠 - パンテチンにビタミン・ニコチン酸アミドを配合した総合ビタミン剤。第一製薬時代に製造終了。
- パント錠【指定医薬部外品】 - パンテチンを配合したビタミン含有保健薬。三共との統合後もしばらく販売されていたが、医薬品の「新リバヘルスゴールド」へ統合のため、2011年で販売終了。（製造販売元：滋賀県製薬）
- システィナC【第3類医薬品】 - 2003年1月発売。ビタミンC主薬製剤（L-システイン配合）。発売当初からテバ製薬（現・武田テバファーマ）に製造を委託していたが、総合かぜ薬の「ペラックコールド3」同様、2016年7月に自社製造へ切り替えた。2022年2月に発売当初からラインナップされていた80錠が製造終了となり、210錠も「システィナCII」へのリニューアルに伴い、2023年9月に製造終了となった。
- サンラッキーCII【第3類医薬品】 - ビタミンC主薬製剤、以前発売されていた「サンラッキーC」の改良品。イオン・ウエルシア・ストアーズ向け製品として販売されていたが、「ハピコム」へ移行時に廃止となった。（製造販売元：大洋薬品工業(現・テバ製薬)）
- マミアン - 栄養ドリンク剤。第一製薬時代に販売終了。
- ロブレン50 - 栄養ドリンク剤。第一製薬時代に販売終了。なお、この後、統合したことで「リゲイン」が代替製品として取り扱うようになる。
- ユンゲオール3【第3類医薬品】 - 血清高コレステロール改善薬。三共との統合後もしばらく販売されていたが、2019年9月に300カプセル、2020年1月に180カプセル、同年4月に60カプセルが順次製造終了。これにより、当社で血清高コレステロール改善薬を取り扱わなくなった。（製造販売元：東亜薬品）

旧ゼファーマ製品（旧藤沢薬品工業及び旧山之内製薬製品を含む）
- オクタミンS - 中年からの総合保健薬。
- オクタミンE - ビタミンE配合血行障害治療剤。
- 強力チオクタンW
- 新チオクタンA - ビタミン主薬製剤。藤沢薬品工業時代に販売終了。なお、この後、統合したことで「リゲインEB錠II」が代替製品として取り扱うようになる。
- ノイビタ - ビタミン主薬製剤。処方改良により「ノイビタエース」へ継承
- ノイビタエース【第3類医薬品】 - ビタミンB1誘導体「オクトチアミン」、ビタミンB6・B12・Eを配合。統合後も徳用の240錠のみ継続販売していたが、「ノイビタZE」へ継承のため、2011年で製造終了。（製造販売元：大原薬品工業）
- ノイビタゴールド - ビタミン主薬製剤。ゼファーマ時代に発売した「ノイビタZE」へ継承のため、販売終了。なお、この後統合により、「リゲインEB錠II」がラインナップに加わる。（製造販売元：大原薬品工業）
- ノイビタコンドロ錠【第3類医薬品】 - ビタミンB1主薬製剤。当社への合併後も継続発売されていたが、2022年1月に108錠、同年3月に210錠が順次製造終了となった。（製造販売元：京都薬品工業）
- ノイビタZE【第3類医薬品】 - ビタミンB1・B6・B12主薬製剤。当社への合併後も継続発売されていたが、発売当初からラインナップされていた45錠と75錠の製造が終了しており、残った150錠も2023年3月で製造終了となった。（製造販売元：田村薬品工業）
- リバヘルスゴールド【医薬部外品】 - ビタミン含有保健薬。処方改良により「新リバヘルスゴールド」へ移行。
- 新リバヘルスゴールド【第2類医薬品】 - 錠剤タイプのビタミン含有保健薬。旧藤沢薬品工業時代に発売され、ゼファーマ→第一三共ヘルスケアを経ても継続販売されていたが、2019年3月をもって製造終了。（製造販売元：大峰堂薬品工業）
- エバユースCチュアブル - チュアブルタイプのビタミンC主薬製剤。藤沢薬品工業時代に販売終了。
- エバユースホワイトEX【第3類医薬品】 - ビタミンC主薬製剤。一部販売店限定。処方変更に伴い、「エバユースホワイトEXII」へ移行。（製造販売元：京都薬品工業）
- NEWエバレッシュB26【第3類医薬品】 - 「新エバユースB26」のマツキヨココカラ&カンパニーグループ向け仕様品（当初はマツモトキヨシグループ限定だったが、2020年よりココカラファインでも販売）で内容量が異なる。2015年にパッケージデザインをリニューアル。処方改良に伴い、「エバレッシュB26プレミアム」へ移行。（製造販売元：佐藤薬品工業）。
- エバレッシュホワイトEX【第3類医薬品】 - ビタミンC主薬製剤。「エバユースホワイトEX」のマツモトキヨシホールディングスグループ向け仕様品。「MK CUSTOMER」の一製品として発売されていた。処方変更に伴い、「エバレッシュホワイトEXII」へ移行（製造販売元：京都薬品工業）。
- ビタサプリホワイトEX【第3類医薬品】 - 「エバユースホワイトEX」のサンドラッググループ向け仕様品。処方変更に伴って「ビタサプリホワイトEXII」となったが、製造・販売共に皇漢堂製薬へ移管されたことにより、当社での販売は終了となった（製造販売元：京都薬品工業）。
- ヒヤクエナジー - 漢方内服液（補中益気湯製剤）。また、液体タイプの「カコナール」同様に、漢方の煎じ薬を工業的に確立した水製抽出法を用いている。ゼファーマ時代に販売終了（製造販売元：新生薬品工業）。
- ヒヤクαE【第3類医薬品】 - ニンジンエキスに天然型ビタミンEを配合したビタミンE主薬製剤。旧山之内製薬時代に発売され、ゼファーマ→第一三共ヘルスケアを経ても継続発売していたが、ラインナップの整理に伴い、2015年11月をもって製造終了。
- ヒヤクゴールド【第3類医薬品】 - カプセルタイプのニンジン主薬製剤。旧山之内製薬時代に発売され、ゼファーマ→第一三共ヘルスケアを経ても継続発売していたが、2020年12月に360カプセル、2021年4月に120カプセルが順次製造を終了した。
- レーベルホワイト - L-システインを配合したビタミンC主薬製剤。第一三共ヘルスケアへの統合時に旧第一製薬から発売されている「システィナC」へ統合のため販売終了。
- レーベルEC - ビタミンEC主薬製剤。ゼファーマ時代に「新エバユースEC」へ統合のため販売終了。なお、当社との統合により、旧三共から発売されている「ビトン-ハイECB2」がラインナップに加わる（製造販売元：日野薬品工業）。
- レーベルBBフレッシュ - ビタミンB2B6主薬製剤。ゼファーマ時代に「新エバユースB26」へ統合のため販売終了（製造販売元：京都薬品工業）。
- 新カルシチュウD3【第2類医薬品】 - カルシウム剤（ヨーグルト風味のチュアブル錠）。統合後も継続販売されていたが、武田薬品工業への販売移管に伴い、2013年9月をもって当社での販売を終了。2017年4月からはアリナミン製薬（旧・武田コンシューマーヘルスケア）が販売元となっている。（製造販売元：日東薬品工業）
- 新カルシチュウD3グリーンT【第2類医薬品】 - カルシウム剤（抹茶風味のチュアブル錠）。社名変更後も継続販売されていたが、武田薬品工業への販売移管に伴い、2013年9月をもって当社での販売を終了。2017年4月からはアリナミン製薬（旧・武田コンシューマーヘルスケア）が販売元となっている。（製造販売元：日東薬品工業）
- デコレールE - 軟カプセルタイプの血清高コレステロール改善薬。ゼファーマへ社名変更後の2005年に「デコレールSE」へ継承。
- デコレールSE【第3類医薬品】 - 軟カプセルタイプの血清高コレステロール改善薬。「デコレールE」から添加物を一部変更（ステアリン酸マクロゴール、トリカプリリン、ゼラチンをポリソルベート80、クロスCMC-Na、中鎖脂肪酸トリグリセリド、コハク化ゼラチンに変更）したもの。統合後もしばらくは発売されていたが、旧第一製薬から発売されていた「ユンゲオール3」へ統合の為販売終了。
- ハイアップ内服液【第3類医薬品】 - ドリンクタイプのビタミン含有保健薬。2019年5月に2本入りが、2020年9月に5本入りが順次製造を終了。成分が異なるものの、「ルル内服液」や「ルル内服液DX」が実質的な代替製品となる。（製造販売元：日東薬品工業）
- リュウコ100 - 生薬配合医薬品ドリンク剤。統合でドリンク剤関連を「リゲイン」へ集約の為販売終了。
- 昂（こう） - 生薬配合医薬品ミニドリンク剤。「昂内服液A（製造販売元：日東薬品工業）」はゼファーマへ統合後もしばらく取り扱っていたが、統合により「リゲイン」へ集約のため販売終了。
- ギネスゴールド内服液 - 生薬配合医薬品ミニドリンク剤。ほとんどの製品は山之内製薬時代に販売を終了していたが、赤箱はゼファーマに社名変更後も継続販売されていた。
- ギネスセブン内服液 - 日本ドラッグチェーン（NID）向けに発売されていた、7種類の生薬を配合した医薬品ミニドリンク剤。山之内製薬時代に販売終了。

## スキンケア関連
美白化粧品の「トランシーノ 薬用ホワイトニングシリーズ」はトランシーノを参照のこと。
- 洗浄殺菌料
  - クリアレックスWi【医薬部外品】 - 液体タイプ。2017年10月に三共時代から発売されてきた「クリアレックスW」をリニューアル。殺菌成分をトリクロサンからイソプロピルメチルフェノールに変更するとともに、JANコードも変更。包装体系は100ml（ボトルタイプ）が廃止され、ポンプタイプの200mlと450ml、詰替用（380ml）の3包装となった。なお、従来品の「クリアレックスW」は2007年のリニューアル当初、玉の肌石鹸に製造委託していたが、2009年から自社製造となった。
  - ピロエース石鹸【医薬部外品】 - ブリッジ型の固形石鹸。2018年3月に藤沢薬品工業時代から発売されてきた「ピロエース石鹸A」をリニューアル。殺菌成分のトリクロカルバンをイソプロピルメチルフェノールに変更し、クレゾールは配合量が減らされ、「有効成分」から「その他成分」へ移行。さらに、「その他成分」においても「ピロエース石鹸A」に配合されていたラノリンとヒドロキシエタンジホスホン酸四ナトリウムが省かれ、香料の一部にティーツリーオイルを配合。パッケージデザインが刷新された。なお、従来品の「ピロエース石鹸A」は2015年4月に製造元がマックスから変更となり、処方変更のため、2017年8月から約7か月間出荷が停止されていた。（製造販売元：アルボース）
- 保湿洗浄料 - 「ミノン」は旧・山之内製薬が1973年に発売され、2023年で発売50周年を迎えたロングセラーの洗浄料ブランドである。全身シャンプーとスキンソープは2014年8月にパッケージリニューアルした。
  - ミノン 全身シャンプー しっとりタイプ◆【医薬部外品】 - しっとりタイプの全身洗浄料。シャンプーとして毛髪・頭皮にも使用可能。パッケージリニューアルに伴って内容量を変更（150ml/ポンプ500ml/詰替用360ml → 120ml/ポンプ450ml/詰替用380ml）、トライアルセットの3包入り（10ml×3包）を追加発売し、メーカー希望小売価格を設定しないノープリントプライスに移行した。2022年6月をもってトライアルセットの製造を終了した。（製造販売元：四ツ葉油化）
  - ミノン 全身シャンプー さっぱりタイプ◆【医薬部外品】  - さっぱりタイプの全身洗浄料。パッケージリニューアルに伴って内容量を変更（150ml/ポンプ500ml/詰替用360ml → 120ml/ポンプ450ml/詰替用380ml）、トライアルセットの3包入り（10ml×3包）を追加発売し、メーカー希望小売価格を設定しないノープリントプライスに移行。また、ボトルの色もこれまでのグリーンから淡いピンクに変更した。2017年9月に有効成分としてアラントインを追加配合するリニューアルが行われ、キャップ・ポンプ部・詰替用の上部の色が青緑に変更された。2020年12月をもってトライアルセット、2023年8月にボトル（120ml）の製造を順次終了した。（製造販売元：味の素ヘルシーサプライ）
  - ミノン 全身シャンプー 泡タイプ【医薬部外品】 - 2017年9月発売。ポンプ式の全身洗浄料。泡シャンプーとして毛髪・頭皮にも使用可能。なお、既発売の同類製品「ミノンベビー全身シャンプー」との区別の為、ポンプ部と詰替用の上部を紫としている（製造販売元：味の素ヘルシーサプライ）。
  - ミノン スキンソープ◆ - 「ミノン」シリーズの原点である固形石鹸。パッケージリニューアルに伴い、メーカー希望小売価格を設定しないノープリントプライスに移行した。（製造販売元：四ツ葉油化）
  - ミノン 薬用スキンソープ◆【医薬部外品】 - 「ミノンスキンソープ」に2種類の肌あれ防止成分（アラントイン・グリチルリチン酸アンモニウム）を配合した薬用固形石鹸。パッケージリニューアルに伴い、「ミノンDスキンソープ」から商品名を変更し、メーカー希望小売価格を設定しないノープリントプライスに移行した。（製造販売元：四ツ葉油化）
  - ミノン 薬用ヘアシャンプー【医薬部外品】 - 2015年8月にグリチルリチン酸2Kを有効成分とした医薬部外品に移行し、「ミノンヘアシャンプー◆」から商品名を変更。また、ボトルの色を白からサーモンピンクに変更し、内容量を変更（150ml/ポンプ500ml/つめかえ用380ml → 120ml/ポンプ450ml/つめかえ用380ml）。メーカー希望小売価格を設定しないノープリントプライスに移行。後に「ミノン全身シャンプー」と区別するため、濃いピンクの差し色が挿入された。2019年夏につめかえ用のパッケージデザインが変更（自然切替）され、2021年3月に120mlの製造を終了。同年9月にパッケージデザインを変更するリニューアルを行い、ポンプは上部にきざみを入れ、シュリンクフィルムが廃止された。（製造販売元：味の素ヘルシーサプライ）
  - ミノン 薬用コンディショナー【医薬部外品】 - 2015年8月にグリチルリチン酸2Kを有効成分とした医薬部外品に移行し、「ミノンヘアコンディショナー◆」から商品名を変更。また、ボトルの色を白からサーモンピンクに変更（「ミノン薬用シャンプー」と区別するため、キャップや差し色を白としている）し、内容量を変更（150ml/ポンプ500ml/つめかえ用380ml → 120ml/ポンプ450ml/つめかえ用380ml）。120mlはボトル入りからチューブ入りとなり、メーカー希望小売価格を設定しないノープリントプライスに移行。2019年夏につめかえ用のパッケージデザインが変更（自然切替）され、2021年3月に120mlの製造を終了。同年9月にリニューアルされ、処方とパッケージデザイン変更を行うとともに、ポンプのシュリンクフィルムが廃止された。（製造販売元：味の素ヘルシーサプライ）
  - ミノン ベビー全身シャンプー◆ - 泡タイプの全身洗浄料。泡シャンプーとして毛髪・頭皮にも使用可能。パッケージリニューアルに伴い、メーカー希望小売価格を設定しないノープリントプライスに移行。2022年8月に後述する「ベビー全身保湿シャンプー」の発売に伴って「ミノンベビー」の一製品として移行し、共通アイコンを入れるなどパッケージデザインが変更された。（製造販売元：味の素ヘルシーサプライ）
- 保湿入浴剤
  - ミノン 薬用保湿入浴剤【医薬部外品】 - 2017年9月発売。液体タイプの入浴剤。（製造販売元：ジュアンビューティ）
- 全身保湿剤
  - ミノン 全身保湿ミルク【医薬部外品】 - 2020年8月発売。発売当初はボトル入りの200mlのみだったが、2021年9月にボトル2本分の大容量でポンプタイプの400ml、2023年8月に320ml入りのつめかえ用が順次追加発売された。（製造販売元：ビーエス・ラボ）
  - ミノン 全身保湿クリーム【医薬部外品】 - 2020年8月発売（製造販売元：ビーエス・ラボ）
  - ミノンベビー 全身保湿ミルク【医薬部外品】 - 2022年8月発売（製造販売元：ビーエス・ラボ）
- メイク落とし
  - ミノン アミノモイスト モイストミルキィクレンジング - クリームタイプ。2015年2月に「保潤アミノ酸」にプロリンを追加して9種類に強化するとともに、2種類の「清透アミノ酸（リシンHCI・カルノシン（アミノ酸誘導体））」も配合して「クレンジングミルキィジェル（2009年9月発売）」から製品名を変更するリニューアルを行い、メーカー希望小売価格を設定しないノープリントプライスへ移行。2022年8月にクレンジング力を向上して再度リニューアルされた。（製造販売元：味の素ヘルシーサプライ）
- 洗顔料
  - ミノン アミノモイスト ジェントルウォッシュホイップ - 2009年9月発売。ポンプ式の泡タイプ。2015年2月に「保潤アミノ酸」にプロリンを追加して9種類に強化するとともに、2種類の「清透アミノ酸（リシンHCI・カルノシン（アミノ酸誘導体））」も配合してリニューアルし、メーカー希望小売価格を設定しないノープリントプライスへ移行。2017年2月につめかえ用を追加発売した（製造販売元：味の素ヘルシーサプライ）。
  - ミノン アミノモイスト モイストクリーミィウォッシュ - 2021年8月発売。チューブ入りのペーストタイプ。
  - ミノン アミノモイスト クリアウォッシュパウダー - 2015年2月発売。ボトル入りの酵素洗顔パウダー。
- 化粧水
  - ミノン アミノモイスト モイストチャージローション - 2009年9月発売。2011年9月に「II もっとしっとりタイプ」を追加して2タイプとなり、2012年2月につめかえ用が追加され、「モイストチャージローション」は「II もっとしっとりタイプ」と区別するため、「I しっとりタイプ」に改名した。2015年2月に2種類の「清透アミノ酸（リシンHCI・カルノシン（アミノ酸誘導体））」を配合してリニューアルし、メーカー希望小売価格を設定しないノープリントプライスに移行。つめかえ用は内容量を変更した（140ml→130ml）（製造販売元：味の素ヘルシーサプライ）。
  - ミノン アミノモイスト 薬用アクネケアローション【医薬部外品】 - 2019年3月発売。敏感肌・混合肌向け。発売当初は本体のみだったが、同年9月につめかえ用が追加発売された（製造販売元：味の素ヘルシーサプライ）。
  - ミノン アミノモイスト エイジングケアローション - 2020年8月発売。2024年8月にリニューアル。
  - ミノン アミノモイスト アミノフルシャワー - 2011年2月発売。ミストタイプで、50g入りと150g入りの2サイズ構成。2015年2月に2種類の「清透アミノ酸（リシンHCI・カルノシン（アミノ酸誘導体））」を配合してリニューアルし、メーカー希望小売価格を設定しないノープリントプライスに移行した（製造販売元：味の素ヘルシーサプライ）。
- 美容液
  - ミノン アミノモイスト 薬用マイルドホワイトニング【医薬部外品】 - 2015年2月発売。ポンプタイプ（製造販売元：味の素ヘルシーサプライ）。
  - ミノン アミノモイスト エイジングケアオイル - 2020年8月発売。オイルタイプ。（製造販売元：味の素ヘルシーサプライ）
  - コスメディカ リペアセラム【医薬部外品】 - 2024年8月発売。チューブタイプ。
- 乳液
  - ミノン アミノモイスト モイストチャージミルク - 2012年8月発売。2015年2月に2種類の「清透アミノ酸（リシンHCI・カルノシン（アミノ酸誘導体））」を配合してリニューアルし、メーカー希望小売価格を設定しないノープリントプライスに移行した。
  - ミノン アミノモイスト 薬用アクネケアミルク - 2019年3月発売。敏感肌・混合肌向け。
  - ミノン アミノモイスト エイジングケアミルククリーム - 2020年8月発売。乳液とクリームの機能を一体化したチューブ入りの乳液クリーム。（製造販売元：味の素ヘルシーサプライ）
  - ロコベースリペア ミルク - 2007年9月発売。2013年8月のリニューアルでは2種類の保湿成分（グリセリンとベタイン）と超高圧乳化技術により抱水性成分を内包した「ナノカプセル」と保湿成分としてグリチルリチン酸ジカリウムを配合するなど処方改良が行われた。2017年8月にパッケージデザインがリニューアルされた。
- クリーム
  - ミノン アミノモイスト モイストチャージクリーム - 2023年8月発売。小ジワ対策用として発売されていた「モイストバリアクリーム」から全顔用へ位置づけが変わり、内容量を増量（35g→40g）して、容器もチューブからジャーへ変更された。（製造販売元:味の素ヘルシーサプライ）
  - ミノン アミノモイスト エイジングケア アイクリーム【医薬部外品】 - 2023年8月発売。薬用シワ改善アイクリーム。
  - ロコベースリペア クリーム◆ - ハードタイプ。2017年8月に保湿成分のシアバター（シア脂）を追加配合してリニューアルされ、イタリアからの輸入から国内製造へ移行された（なお、シアバターの追加配合に関しては2010年8月の改良時に一度行われていたが、同年10月に原料の一つが原因で水が分離しやすくなり、使用感に問題があることが判明し自主回収され、改良前の処方に戻る経緯があった。なお、2010年8月改良時と今回(2017年8月)の改良時では配合成分が異なる）。
- UV対策アイテム
  - ミノンUVマイルドミルク（SPF50+/PA++++） - 2022年2月発売。敏感肌向け顔・からだ用UVミルク。（製造販売元:アイ・エー・シー）
  - ミノン アミノモイスト ブライトアップベースUV（SPF47/PA+++） - 2015年2月発売。UV化粧下地
  - ミノン アミノモイスト バランシングベースUV（SPF30/PA+++） - 2019年3月発売。敏感肌・混合肌向けUV化粧下地。
  - ミノン アミノモイスト エイジングケア デイクリームUV【医薬部外品】（SPF50+/PA++++） - 2024年8月発売。敏感肌向け多機能UVクリーム。
- シートマスク
  - ミノン アミノモイスト ぷるぷるしっとり肌マスク - 2012年2月発売。2015年2月に2種類の「清透アミノ酸（リシンHCI・カルノシン（アミノ酸誘導体））」を配合するとともに、乾燥による小じわを目立たなくする効能効果試験を実施してリニューアルし、メーカー希望小売価格を設定しないノープリントプライスに移行した（製造販売元：味の素ヘルシーサプライ）。
  - ミノン アミノモイスト うるうる美白マスク【医薬部外品】 - 2018年1月発売。美白タイプ（製造販売元：味の素ヘルシーサプライ）
  - ミノン アミノモイスト すべすべしっとり肌マスク - 2021年2月発売（製造販売元：味の素ヘルシーサプライ）
  - ミノン アミノモイスト もちもちふっくら艶肌マスク - 2020年8月発売（製造販売元：味の素ヘルシーサプライ）
- ジェルパック
  - ミノン アミノモイスト ぷるぷるリペアジェルパック - 2017年2月発売。2020年8月にパッケージデザインが変更された。（製造販売元：味の素ヘルシーサプライ）
- トライアルセット
  - ミノン アミノモイスト 敏感肌・乾燥肌ライン トライアルセット - 保湿化粧水（もっとしっとりタイプ・モイストチャージローションII）・保湿乳液（モイストチャージミルク）の約10日分のミニサイズとUV化粧下地（モイストブライトアップベースUV）の試供品2回分がセットとなった敏感肌・乾燥肌向けトライアルセット。元々は「ミノンアミノモイスト」シリーズの発売時に「トライアルセットI」として発売され、2012年に製造を終了していたが、2015年2月のリニューアルに合わせて保湿化粧水をしっとりタイプからもっとしっとりタイプに、試供品をジェル保湿液・保湿クリームの2種類から保湿乳液にそれぞれ差し替えて「トライアルセット」として復活発売。2020年8月に保湿乳液を2回分（0.5g×2包）から約10日間分（20g）に増量してサシェットからミニチューブに変更。メイク落としと泡洗顔料に替わってUV化粧下地の試供品が新たにセットされ、既存の「敏感肌・混合肌ライン トライアルセット」とセット構成を統一して包装をスリム化、製品名に「敏感肌・乾燥肌ライン」を明記してリニューアルされた。
  - ミノン アミノモイスト 敏感肌・混合肌ライン トライアルセット - 2019年3月発売。薬用保湿化粧水（薬用アクネケアローション）・薬用保湿乳液（薬用アクネケアミルク）の約10日間分のミニサイズとUV化粧下地（バランシングベースUV）の試供品2回分がセットとなった敏感肌・混合肌向けトライアルセット。2020年8月に薬用保湿乳液を2回分（0.5g×2包）から約10日間分（20g）に増量してサシェットからミニチューブに変更。包装をスリム化してリニューアルされた。
  - ミノン アミノモイスト 敏感肌・エイジングケアライン トライアルセット - 2020年8月発売。保湿化粧水（エイジングケアローション）・乳液クリーム（エイジングケアミルククリーム）の約10日間分のミニサイズと美容液オイル（エイジングケアオイル）の試供品2回分がセットとなった敏感肌向けエイジングケアトライアルセット。2024年8月に化粧水のリニューアルに合わせてリニューアルされた。
- リップクリーム
  - ロコベースリペア リップクリーム - 2009年9月発売。「ロコベースリペア クリーム」のリニューアルに伴い、2017年8月にパッケージデザインがリニューアルされた。
- かかとケアバーム
  - ロコベースリペア かかとケアバーム - 2016年8月発売。
- ボディタオル
  - ミノン やさしく洗う弱酸性タオル - 2016年8月発売。トウモロコシを原料にしたポリ乳酸繊維を100%使用した洗浄用ボディタオル。

### 販売終了品
第一三共ヘルスケア製品
- ダーマエナジー - 通信販売限定のスキンケアシリーズ。ビタミンを高濃度配合しているため、一部のユーザーで肌トラブルになった報告があったことを受け、2013年12月に販売を中止した。なお、同ブランドでは美容ドリンクの「オールビューティイン」も発売されており、独立ブランドにリニューアルされたが、2019年8月をもって販売を終了した（詳細は後述）。なお、終売後、アイム（現:第一三共ヘルスケアダイレクト）を子会社化したことで同社の主力製品である「ライスフォース」をグループ会社の製品として扱うようになった。
- コスメディカ モイストウォッシングバー - 洗顔石鹸。2019年製造終了。（製造販売元：勇心酒造）
- コスメディカ デュア - 店舗限定で販売されていた乾燥性敏感肌向けスキンケアシリーズ。2015年2月にリニューアルした「ミノンアミノモイスト」シリーズへ機能統合のため順次製造を終了していたが、2015年3月をもって全製品の製造を終了した。
  - モイストクレンジングクリーム - クリームタイプのメイク落とし。（製造販売元：ポーラ化成工業）
  - ジェントルウォッシングフォーム - 泡タイプの洗顔料。（製造販売元：四ツ葉油化）
  - アンチドライローション - 高保湿タイプの化粧水。（製造販売元：ポーラ化成工業）
  - アンチドライミルキーローション - 高保湿乳液。本品のみ先行で2014年製造終了。（製造販売元：ポーラ化成工業）
  - アンチドライクリーム - 高保湿クリーム。（製造販売元：ポーラ化成工業）
  - UVプロテクター（SPF30/PA++） - 日やけ止め乳液。（製造販売元：ポーラ化成工業）
- コスメディカ エクストラモイストクリーム【医薬部外品】 - 「ライスパワーNo.11」を配合。後継製品にあたる「コスメディカ リペアセラム」の発売に伴い、2024年8月製造終了。（製造販売元：勇心酒造）
- ミノンアミノモイスト - 「モイストバリアクリーム」以外の製品はシリーズのリニューアルに伴い、2015年2月に製造終了。
  - マイルドウォッシュクリーム - クリームタイプの洗顔料。（製造販売元：味の素ヘルシーサプライ）
  - モイストチャージジェル - ジェル保湿液。（製造販売元：味の素ヘルシーサプライ）
  - モイストバリアクリーム - チューブ入りの保湿クリーム。2015年2月に2種類の「清透アミノ酸（リシンHCI・カルノシン（アミノ酸誘導体））」を配合するとともに、乾燥による小じわを目立たなくする効能効果試験を実施してリニューアルされ、メーカー希望小売価格を設定しないノープリントプライスに移行された。「モイストチャージクリーム」の発売に伴い、2023年8月製造終了。（製造販売元：味の素ヘルシーサプライ）。
  - UVプロテクトミルク（SPF32/PA++） - 日やけ止め乳液。2022年2月に発売された「ミノン UVマイルドミルク」が実質的な後継製品となる。（製造販売元：味の素ヘルシーサプライ）
- ミノン ヘアシャンプー&コンディショナー トライアルセット【医薬部外品】 - 「ミノン 薬用ヘアシャンプー」と「ミノン 薬用コンディショナー」を1回分（10ml）ずつ封入したトライアルセット。製品のリニューアルに伴い、2021年9月製造終了。（製造販売元：味の素ヘルシーサプライ）
- ミノン メン -　男性向けの敏感肌スキンケア。泡タイプ洗顔料「フェイスウォッシュ」は2020年12月、薬用全身洗浄料「薬用全身シャンプー【医薬部外品】」、薬用化粧水「薬用フェイスローション【医薬部外品】」、美容液「フィニッシングセラム」、薬用乳液「薬用フェイスミルク【医薬部外品】」は2021年3月に順次製造を終了し、ブランドを終息した。なお、「フェイスウォッシュ」以外の製品は、翌月からアスクルが運営する「LOHACO」内に展開する廃棄ロス削減を目的とした良品アウトレット売場「Go Ethical（ゴー・エシカル）」へ出品し、同サイトでの販売を開始している（製造販売元：味の素ヘルシーサプライ）。

旧三共製品
- クリアレックスモイスチャー【医薬部外品】 - しっとりタイプの殺菌洗浄料。第一製薬との統合後もしばらく発売していたが、ゼファーマとの統合で「ミノン」の取扱を開始したことに伴って販売終了。
- クリアレックスフォーム【医薬部外品】 - 泡タイプの殺菌洗浄料。殺菌洗浄料の処方変更に伴うラインナップの集約により、2017年8月末をもって出荷を終了。（製造販売元：攝津製油）
- クリアレックスフェイシャルウォッシュ【医薬部外品】 - 薬用洗顔料。洗顔料を「ミノン」や「コスメディカ」に機能統合するため、販売終了。
- クリアレックスミスト【医薬部外品】 - 足用デオドラントミスト。三共時代に販売終了、代替製品はない。

旧第一製薬製品
- リジュエージQ10クリーム - 統合時もしばらく扱っていたが、カテゴリの再編に伴い、販売終了。後継の製品はない。

旧ゼファーマ製品（旧藤沢薬品工業並びに旧山之内製薬製品を含む）
- プリビエ - 米発酵エキス配合化粧品。「プリビエ7」や「プリビエ10」のように医薬部外品の製品もある。藤沢薬品工業時代に販売終了。なお、後に第一三共ヘルスケアが新規に発売した「コスメディカ」が実質的な代替製品となる。
- パチパチクール - フォームタイプのスキンケアローション。処方改良により「パチパチクールボディローション」へ移行。（製造販売元：四ツ葉油化）
- パチパチクールボディローション【医薬部外品】 - 「パチパチクール」の改良版。（製造販売元：四ツ葉油化）
- ビオナチュール - 化粧品ブランド。2003年3月に配合成分であるコウジ酸に関する問題対処のため、出荷停止となった。なお、当社へ統合後、「トランシーノ 薬用ホワイトニング」シリーズが発売され、「クリアローションEX」、「クリアミルクEX」、「エッセンスEXII」が「ビオナチュール」の実質的な代替製品となる。（製造販売元：サンプロダクツ、三省製薬）
- みのんナチュラルランド - 従来の「ミノンベビー」を改良した洗浄剤。2002年9月のリニューアルにより、再び「ミノンベビー」となった。（製造販売元：味の素タカラコーポレーション(現・味の素ヘルシーサプライ)（全身シャンプー）/四ツ葉油化（固形石鹸））
- ミノンデオドラントクリーン - 殺菌洗浄剤。統合後もしばらく取り扱っていたが、「クリアレックスW（現在の「クリアレックスWi」）」への機能統合に伴い販売終了。（製造販売元：味の素タカラコーポレーション(現：味の素ヘルシーサプライ)）
- ミノンヘアトリートメント・ミノンベビースキンソープ - 統合後もしばらく取り扱っていたが、ブランドの再編に伴って販売終了。
- ミノン フェイシャルウォッシュ - クリームタイプの洗顔料。統合後も販売を継続していたが、2021年3月をもって製造を終了。同年8月に発売された「ミノン アミノモイスト モイストクリーミィウォッシュ」が後継製品となる。（製造販売元：味の素ヘルシーサプライ）
- ミノン フェイシャルフォーム - 泡タイプの洗顔料。統合後も販売を継続していたが、「ミノン アミノモイスト ジェントルウォッシュホイップ」へ統合のため、2021年3月をもって製造を終了した。
- スピーネクリーム - 藤沢薬品工業時代に販売終了。

## オーラルケア・口内炎関連
- 薬用歯みがき
  - クリーンデンタル トータルケア【医薬部外品】 - 「クリーンデンタル」シリーズの基礎となる製品で、赤パッケージの塩味。2024年2月に処方強化とキャップ形状の変更（100g・150gのみ）を行ってリニューアルされ、「クリーンデンタルL トータルケア」から製品名が変更された。（製造販売元：日本ゼトック）。
  - クリーンデンタル 口臭ケア【医薬部外品】 - ゼオライトが配合された黄パッケージのレモンフレーバー。2024年2月に処方強化とキャップ形状の変更（100gのみ）を行ってリニューアルされ、「クリーンデンタルM 口臭ケア」から製品名が変更された（製造販売元：日本ゼトック）。
  - クリーンデンタル 知覚過敏ケア【医薬部外品】 - 硝酸カリウムが配合された緑パッケージのフレッシュミントフレーバー。2024年2月に処方強化とキャップ形状の変更（100gのみ）を行ってリニューアルされ、「クリーンデンタルS しみないケア」から製品名が変更された（製造販売元：日本ゼトック）。
  - クリーンデンタル 美白ケア【医薬部外品】 - ステイン除去成分（ポリビニルピロリドン）が配合されたピンクパッケージのハーブミントフレーバー。2024年2月に処方強化とキャップ形状の変更（100gのみ）を行ってリニューアルされ、「クリーンデンタルW くすみケア」から製品名が変更された（製造販売元：日本ゼトック）。
  - クリーンデンタル 無研磨a【医薬部外品】 - ブルーパッケージのペパーミントフレーバーで、研磨剤無配合のゲルタイプ。2024年2月に処方強化とキャップ形状の変更を行ってリニューアルされ、「クリーンデンタル 無研磨」から製品名が変更された（製造販売元：日本ゼトック）。
  - クリーンデンタルプレミアム【医薬部外品】 - 2022年2月発売。持続殺菌処方「アンチプラークシステム」を採用した紺のパッケージのオールインワンタイプ。ピンク色のペーストとペパーミントフレーバーの「クリーンデンタルプレミアム」と、青色のペーストとクールミントフレーバーの「クリーンデンタルプレミアム クールタイプ」の2種類がある。（製造販売元：日本ゼトック）
  - シティース ホワイト ステインオフケア【医薬部外品】 - 2017年4月に「シティース ホワイト+ムシ歯ケア」として発売。2020年3月にパッケージデザインをグリーン基調からシルバー基調に刷新。フレーバー名をサニーグリーンミントからナチュラルクリアミントに変更され、製品名を変更してリニューアルされた（製造販売元：日本ゼトック）。
  - シティース ホワイト 口臭ケア【医薬部外品】 - 吸着剤（β-シクロデキストリン）が配合されたエクストラミントフレーバー。2017年4月に「シティース ホワイトEX エクストラミント」にポリリン酸ナトリウムが追加配合され、「シティース ホワイト+口臭ケア」に改名。2020年3月にパッケージデザインが刷新され、製品名を再度変更してリニューアルされた（製造販売元：日本ゼトック）。
  - シティース ホワイト 歯ぐきケア【医薬部外品】 - 殺菌剤（イソプロピルメチルフェノール）配合。2017年4月に「シティース ホワイトEX」にポリリン酸ナトリウムと殺菌剤のイソプロピルメチルフェノールが追加配合され、「シティース ホワイト+歯ぐきケア」に改名。2020年3月にパッケージデザインを刷新、フレーバー名をスッキリミントからペパーミントに変更され、製品名を再度変更してリニューアルされた（製造販売元：日本ゼトック）。
  - シティース ホワイト しみないケア【医薬部外品】 - 硝酸カリウム配合。2017年4月に「シティース ホワイトEX センシティブ」にポリリン酸ナトリウムが追加配合され、「シティース ホワイト+しみないケア」に改名。2020年3月にパッケージデザインを刷新、フレーバー名をピンクグレープフルーツミントからフレッシュシトラスミントに変更され、製品名を再度変更してリニューアルされた（製造販売元：日本ゼトック）。
  - シティース ホワイト プレミアム【医薬部外品】 - リン酸三カルシウムを光沢剤のα-TCPとして配合した高機能タイプ。フレーバーはダブルミントとスウィートハーブミントの2種類。2017年4月に「シティースホワイトEX プレミアムシャイン」を全面刷新。ポリリン酸ナトリウムを配合した（製造販売元：日本ゼトック）。
  - ブレスラボ マルチケア【医薬部外品】 - 2018年8月に「ブレスラボ」として発売。2021年8月にゼオライトの配合量を2倍に増量、フッ素（フッ化ナトリウム）を追加配合し、ペーストのベース処方の調整を行ってリニューアルされ、製品名を変更。また、香料の改良により、ダブルミントはクリスタルクリアミントに、シトラスミントはマイルドミントへそれぞれ香味名が変更された。（製造販売元：日本ゼトック）
  - ブレスラボ マルチ+美白ケア【医薬部外品】 - 2019年8月に「ブレスラボ プラス美白」として発売。PEG-8とポリビニルピロリドンの2種を追加配合することでタバコのヤニ除去の効能が追加されたホワイトニングタイプ。「ブレスラボ マルチケア」同様、2021年8月にゼオライトとPEG-8の配合量を2倍に増量、フッ素（フッ化ナトリウム）を追加配合し、ペーストのベース処方の調整を行ってリニューアルされ、製品名を変更。また、香料の改良により、リッチミントはクリスタルクリアミントに、リッチシトラスはマイルドミントへそれぞれ香味名が変更された。（製造販売元：日本ゼトック）
  - ブレスラボ マルチ+歯周ケア【医薬部外品】 - 2021年8月発売。グリチルリチン酸ジカリウムをシリーズ内で最高濃度配合された歯ぐきケアタイプ。香味は「ブレスラボ」の他のハミガキ同様、クリスタルクリアミントとマイルドミントの2種類が設定される（製造販売元：日本ゼトック）。
- 液体歯みがき
  - クリーンデンタル薬用リンス トータルケア ノンアルコールタイプ【医薬部外品】 - 塩味。2024年2月に「クリーンデンタル薬用リンス トータルケア」をリニューアル。処方強化を行うとともに、容器形状が後述する「ブレスラボ マウスウォッシュ マルチケア」と同じ角柱型となった。（製造販売元：日本ゼトック）。
- 薬用洗口液
  - ブレスラボ マウスウォッシュ マルチケア【医薬部外品】 - 2018年8月に「ブレスラボ マウスウォッシュ」として発売。フレーバーはダブルミント（アルコール含有タイプ）とシトラスミント（ノンアルコールタイプ）の2種類。2021年8月にパッケージデザインを刷新してボトルの形状が角柱となり、製品名を変更してリニューアル。2020年2月に追加発売された80mlを廃止し、再び450mlのみの設定となった（製造販売元：日本ゼトック）。
- 歯槽膿漏薬
  - クリーンデンタルN【第3類医薬品】 - 2015年9月発売。塗るタイプの口内炎・歯肉炎・歯槽膿漏薬。なお、オーラルケアの予防アイテムが中心だった「クリーンデンタル」では初の治療薬となる（製造販売元：日本ゼトック）。
- 歯ブラシ
  - クリーンデンタル歯ブラシ 3列スリム - 2011年9月発売。ラバーハンドルの色は桃花色（ももいろ）、若芽色（わかめいろ）、黄水仙（きすいせん）、浅葱色（あさぎいろ）の4色を設定し、毛の固さはふつうとやわらかめを設定している。なお、当社の歯ブラシは旧法人時代（藤沢薬品工業→ゼファーマ）を含めて「クリーンデンタル」シリーズの限定セット品として同梱している試供品のハブラシがあったが、「クリーンデンタル」のシリーズ品として初めて歯ブラシを製品化した。
- 口腔咽喉薬
  - トラフル錠【第3類医薬品】 - 2008年7月発売。錠剤タイプ。2009年7月には36錠入りを追加発売。（製造販売元：滋賀県製薬）
- 口腔内消炎薬
  - トラフルクイックショット【第3類医薬品】 - 2010年12月発売。スプレータイプで、のどスプレーとしても使用可能。（製造販売元：東興薬品工業）
- 口内炎治療薬
  - トラフルダイレクトa【指定第2類医薬品】 - 2012年3月に「トラフルダイレクト」として発売。ステロイド成分（トリアムシノロンアセトニド）配合の口腔内溶解型フィルムタイプ。2017年2月に「トラフル軟膏PROクイック」と統一したパッケージデザイン（同時に横向きから縦向き）に変更し、大容量の24枚入りを追加発売。2019年10月に貼付力の向上、フィルムの色の変更（外側:白色→ピンク色、患部側:オレンジ色→白色）、シートをアルミ製の個別タイプに変更するリニューアルが行われ、製品名が変更された（製造販売元：救急薬品工業）。
  - トラフル軟膏PROクイック【指定第2類医薬品】 - 2016年9月発売。ステロイド成分（トリアムシノロンアセトニド）配合の軟膏タイプ。（製造販売元：ジャパンメディック）
  - トラフル軟膏【第3類医薬品】 - 2014年2月発売。軟膏タイプの口内炎治療薬（ノンステロイド）。2016年9月にパッケージリニューアル。（製造販売元：ジャパンメディック）
- ビタミンB2B6主薬製剤
  - トラフルBBチャージa【第3類医薬品】 - 2015年2月に「トラフルBBチャージ」として発売。1日1回服用のビタミンB2B6主薬製剤。2021年5月に添加物の一部変更（CMC-Caに替わり、セルロース、無水ケイ酸、カルメロースCa、クロスポビドン、クエン酸トリエチル、カルナウバロウを追加）を行ってリニューアルされ、製品名を変更。製造委託先も佐藤薬品工業から変更。2022年7月にパッケージデザインが変更された。（製造販売元：滋賀県製薬）
- うがい薬
  - トラフルクリアウォッシュ【第3類医薬品】 - 2019年3月発売。水や湯に薄めて使用するタイプ。（製造販売元：ジャパンメディック）

### 特納用製品
- フジサワデンタルL◇【医薬部外品】 - 薬用歯みがき。「クリーンデンタルL」の特納用仕様。ハミガキ2本とハブラシ2本がセットになった「薬用ハミガキセット」もある。

### 販売終了品
第一三共ヘルスケア製品
- クリーンデンタルEX【医薬部外品】 - 処方改良により「クリーンデンタル」へ継承。（製造販売元：日本ゼトック）
- クリーンデンタルEXマイルド【医薬部外品】 - 処方改良により「クリーンデンタルマイルド」へ継承。（製造販売元：日本ゼトック）
- クリーンデンタルセンシティブ【医薬部外品】 - 「クリーンデンタルEX」をベースに硝酸カリウムを配合したもの。処方改良により「クリーンデンタルセンシティブa」へ継承。（製造販売元：日本ゼトック）
- クリーンデンタル【医薬部外品】 - 「クリーンデンタルEX」の処方に殺菌成分LSS（ラウロイルサルコシン塩）が配合され、製品名を変更したもの。処方改良により「クリーンデンタルL トータルケア」へ継承。（製造販売元：日本ゼトック）
- クリーンデンタルマイルド【医薬部外品】 - 「クリーンデンタルEXマイルド」の処方に殺菌成分LSS（ラウロイルサルコシン塩）が配合され、製品名が約4年5ヶ月ぶりに新発売時の名称に戻された。処方改良により「クリーンデンタルM 口臭ケア」へ継承。（製造販売元：日本ゼトック）
- クリーンデンタルセンシティブa【医薬部外品】 - 「クリーンデンタルセンシティブ」の処方をに殺菌成分LSS（ラウロイルサルコシン塩）が配合され、製品名が変更されたもの。処方改良により「クリーンデンタルS しみないケア」へ継承。（製造販売元：日本ゼトック）
- クリーンデンタルL トータルケア【医薬部外品】 - 「クリーンデンタル」の処方をベースにフッ素（フッ化ナトリウム）の濃度を1400ppmに高濃度化され、製品名を変更。2021年2月に大容量の150gを追加発売。2022年2月にパッケージデザインが変更され、ブランドロゴが変更された。処方改良により「クリーンデンタル トータルケア」へ継承（製造販売元：日本ゼトック）。
- クリーンデンタル 無研磨【医薬部外品】 - ブルーパッケージのペパーミントフレーバーで、研磨剤無配合のゲルタイプ。2021年12月にパッケージデザインが変更され、ブランドロゴが変更された。処方改良により「クリーンデンタル 無研磨a」へ継承（製造販売元：日本ゼトック）。
- クリーンデンタルM 口臭ケア【医薬部外品】 - 「クリーンデンタルマイルド」の処方をベースにフッ素（フッ化ナトリウム）の濃度を1400ppmに高濃度化され、製品名を変更。2022年12月にパッケージデザインが変更され、ブランドロゴが変更された。処方改良により「クリーンデンタル 口臭ケア」へ継承（製造販売元：日本ゼトック）。
- クリーンデンタルS しみないケア【医薬部外品】 - 「クリーンデンタルセンシティブa」の処方をベースにフッ素（フッ化ナトリウム）の濃度を1400ppmに高濃度化され、製品名を変更。2021年12月にパッケージデザインが変更され、ブランドロゴが変更された。処方改良により「クリーンデンタル 知覚過敏ケア」へ継承（製造販売元：日本ゼトック）。
- クリーンデンタルW くすみケア【医薬部外品】 - 2種類のヤニ除去成分（PEG-8、ポリビニルピロリドン）が配合されたもの。2022年1月にパッケージデザインが変更され、ブランドロゴが変更された。処方改良により「クリーンデンタル 美白ケア」へ継承（製造販売元：日本ゼトック）。
- クリーンデンタル薬用リンス【医薬部外品】 - 液体ハミガキ。処方改良により「クリーンデンタル薬用リンス トータルケア」へ継承。（製造販売元：日本ゼトック）
- クリーンデンタル薬用リンス トータルケア【医薬部外品】 - 液体ハミガキ。「クリーンデンタル薬用リンス」の処方をベースに殺菌成分のラウロイルサルコシン塩（LSS）が配合されたほか、内容量が増量（300ml→450ml）され、外箱が省かれた。処方改良により「クリーンデンタル 薬用リンス トータルケア ノンアルコールタイプ」へ承継（製造販売元：日本ゼトック）。
- シティース ホワイトEX【医薬部外品】 - 「シティース ホワイト」の処方にポリビニルピロリドン（ヤニ除去成分）が配合され、製品名が変更されたもの。処方改良に伴い「シティース ホワイト+歯ぐきケア（現・シティース ホワイト 歯ぐきケア）」へ継承。（製造販売元：日本ゼトック）
- シティース ホワイトEX エクストラミント【医薬部外品】 - 「シティース ホワイト エクストラミント」の処方にポリビニルピロリドン（ヤニ除去成分）が配合され、製品名が変更されたもの。処方改良に伴い「シティース ホワイト+口臭ケア（現・シティース ホワイト 口臭ケア）」へ継承。（製造販売元：日本ゼトック）
- シティース ホワイトEX センシティブ【医薬部外品】 - 「シティース ホワイトEX」をベースに硝酸カリウムを配合し、ピンクグレープフルーツミントフレーバーとしたもの。処方改良により「シティース ホワイト+しみないケア（現・シティース ホワイト しみないケア）」へ継承。（製造販売元：日本ゼトック）
- シティース ホワイトEX プレミアムシャイン【医薬部外品】 - 「シティース ホワイトEX」の処方強化型。フレーバーはダブルミントタイプとスイートハーブミントタイプの2種類。処方改良より「シティース ホワイト プレミアム」へ継承。（製造販売元：日本ゼトック）

旧ゼファーマ製品（旧藤沢薬品工業及び旧山之内製薬製品を含む）
- クリーンデンタルA - 処方改良により「クリーンデンタルL」へ継承
- クリーンデンタルL - 処方改良により「クリーンデンタルEX」へ継承
- シティース - 処方改良により「シティースL」へ継承
- シティースL - 処方改良により「シティースホワイト」へ継承（製造販売元：日本ゼトック）
- シティース ホワイト【医薬部外品】 - 処方改良により「シティース ホワイトEX」へ継承（製造販売元：日本ゼトック）。
- シティース ホワイト エクストラミント【医薬部外品】 - 処方改良により「シティース ホワイトEX エクストラミント」へ継承（製造販売元：日本ゼトック）。
- オーラルコントロール - 口腔ケア用品。統合後もしばらく販売されていたが、後に販売チャネルが歯科医院に限定され、やがて販売終了。

## 目薬・レンズ装着液関連
2024年4月より千寿製薬との販売提携により目薬ブランド「マイティア」の取り扱いを開始した。取扱製品は千寿製薬の項を参照。

### 特納用製品
- 爽AL目薬◇【第2類医薬品】（製造販売元：テイカ製薬）
- ティアリッチ目薬◇ （製造販売元：日東メディック）

### 販売終了品
旧三共製品
- アイクール - 清涼型目薬。ゼファーマとの統合により、NID向けの「アイルックFX」が代替製品となったが、後述の通り販売終了となった。（製造販売元：テイカ製薬）
- 新三共目薬 - 抗菌剤（サルファ剤）配合目薬。

旧ゼファーマ製品 (旧山之内製薬及び旧藤沢薬品工業製品分を含む)
- バラードE50 - 中高年向け目薬。現在は製造販売元の東亜薬品が、主に配置用として直接販売している。（製造販売元：東亜薬品）
- アイルックAL【第2類医薬品】 - 日本ドラッグチェーン会（NID）向けに発売された目薬。第一三共ヘルスケアへの統合後も継続され、2010年に他の「アイルック」シリーズ同様にパッケージデザインの変更を受けていたが、2018年に販売終了となった。（製造販売元：テイカ製薬）
- アイルックCL【第3類医薬品】 - 日本ドラッグチェーン会（NID）向けに発売された涙液型目薬。第一三共ヘルスケアへの統合後も継続され、2010年に他の「アイルック」シリーズ同様にパッケージデザインの変更を受けていたが、2019年に販売終了となった。2024年4月に取り扱いを開始した「NewマイティアCL-s」が実質的な代替製品となる。（製造販売元：日東メディック）
- アイルックFX【第2類医薬品】 - 日本ドラッグチェーン会（NID）向けに発売された清涼型目薬。第一三共ヘルスケアへの統合後も継続され、2010年に他の「アイルック」シリーズ同様にパッケージデザインの変更を受けていたが、2020年に販売終了となった。（製造販売元：テイカ製薬）
- アイルックE40【第3類医薬品】 - 日本ドラッグチェーン会（NID）向けに発売された中高年向け目薬。第一三共ヘルスケアへの統合後も継続され、2010年に他の「アイルック」シリーズ同様にパッケージデザインの変更を受けていたが、2020年に販売終了となった。（製造販売元：テイカ製薬）

## その他
- 漢方薬（防風通聖散）
  - エバユーススリムF◇【第2類医薬品】 - 1997年6月発売。防風通聖散が主成分の漢方製剤。（製造販売元：大峰堂薬品工業）
- 眠気防止剤
  - カフェロップ★【第3類医薬品】 - ドロップタイプ。以前は日本たばこ産業の医薬品ブランド「ライフィックス」で発売していた。（製造販売元：高市製薬）
- 避妊具
  - サンシーノンラバー ゼロゼロツー◎【管理医療機器】 - 2005年2月発売。2010年9月にパッケージデザインをリニューアル。（製造販売元：相模ゴム工業）
- 磁気治療器貼付用絆創膏
  - 磁気治療器用 絆創膏 - 磁気治療器の貼り替え用絆創膏。以前は第一製薬から「エポレック 貼り替え用絆創膏（当時の製造元：TDK）」として発売され、「エポレック」本体の製造が終了してからもしばらく販売されていたが、2013年8月に磁気治療器の銘柄を問わない汎用製品としてリニューアル発売された（製造元：ニトムズ）。

### 販売店限定製品
- グ・スリーP【指定第2類医薬品】 - 2007年4月発売。錠剤タイプの睡眠改善薬。2017年12月に一度製造が終了されたが、2018年にマツモトキヨシホールディングスグループ向け製品へ移行され、プライベートブランド「matsukiyo」の一製品としてパッケージリニューアルされた。（製造販売元：日東薬品工業）

### 販売終了品
第一三共ヘルスケア製品
- トレビーノ - 浄水器。一時販売を行っていたが、現在は製造元である東レの直販体制に戻っている。
- ウイルス防御マスク - 使いきりマスク。2012年に製造終了。（製造販売元：モチガセ）
- ナチュラルビトン - 栄養補助食品（通信販売限定）。2008年2月をもって販売終了。
- オールビューティイン - マンゴー味の美容ドリンク（通信販売限定）。発売当初は「ダーマエナジー オールビューティイン」として発売していたが、2013年12月に「ダーマエナジー」が販売中止となったことを受け、2014年に5月にパッケージデザインをリニューアルして製品名を変更し、独立ブランドに移行した。なお、ばら売りはされておらず、10本箱単位での購入が基本であった。その後、子会社のアイム（現:第一三共ヘルスケアダイレクト）と共同開発し、2017年4月より同社から販売されている化粧品ブランド「ブライトエイジ」のオフィシャルサイトでの取り扱いに移行されていた。本品には酒石酸が配合されており、一部の製品において製品中のミネラル成分と結合して結晶化するケースがある確認された。健康への悪影響はないものの、飲用時の不快感や異物に見える可能性があるため、2019年8月をもって販売終了となった。

旧三共製品
- メルビオ - ダイエット食品シリーズ。ローカロリーのインスタントラーメンなど。フリーズドライの梅干を具に入れた個性的なラーメンもあった。
- ヘルシング タブレッツ - サプリメント。
- 三共のケーキミックス - ホットケーキミックス。米穀店で販売されていた。
- マツマックス200/600 - 栄養補助食品。クレハが開発したマツタケ菌種を使用。統合後もしばらく販売していたが、2011年で販売終了。
- ビタライス - ビタミン強化米。武田薬品工業との共同開発品で、プロモーションも同社と共同で行われていた。
- 改良新製品ビタライス - 三共独自の改良によりビタミン臭を抑えたビタミン強化米。武田薬品工業の「ポリライス」に対抗して発売された。
- 三共発泡粉末ジュース
- ジゼ
- リフレ - キリンビールと共同開発したビール酵母利用食品。（製造販売元：麒麟麦酒）
- リフレゴールド（製造販売元：麒麟麦酒）
- ネマシン - ぎょう虫・回虫駆除剤。
- ポキール - ぎょう虫駆除剤。ガンを誘発するとのことで1990年ころに販売終了。なお、本品の販促用として作られたウスイ式ぎょう虫検査用セロファンは当初よりハイポネックスジャパンが製造しており、現在も東京都、千葉県を除く小中学校で検査に用いられている。（製造販売元：パーク・デービス三共→三共エームス（現：バイエル・三共））
- サンパー5B、B・V、B・V2号、D・V - 殺虫剤。ボウフラ、ウジなどに効く。
- シャットアウト - 不快害虫用殺虫剤。
- シャットアウト草とり粒剤【農薬】 - 非農耕地用除草剤。後に代替製品として、アメニケア事業部（→三共ライフテック→三共アグロ→三井化学アグロ）より「ワイドウェイ粒剤」が防除業者向けに発売された。
- アリアンチゾル - シロアリ、キクイムシ用防殺虫剤。木材防腐剤キシラザン-ALを配合している。
- プログラム 【動物用医薬品】- 内服タイプの犬猫用ノミ駆除剤。動物病院のみでの取り扱いであった。後にノバルティス花王から薬局・薬店向けに発売されたが、同社も解散し、現在は輸入販売元のノバルティス アニマルヘルス社より動物病院向けのみの販売となっている。（製造販売元：ノバルティス アニマルヘルス）
- 三共ディプテレックス粉剤【農薬】 - 園芸用殺虫剤。後に三共緑化（当時のグループ企業、現：エムシー緑化）より発売。
- ネキリトン【農薬】 - ネキリ虫誘殺剤。DEPに糖蜜、穀粉等を配合した食いつきの良いベイト剤で、植物を加害する前にネキリ虫を誘って退治できる。
- カルホス粉剤【農薬】
- デュポンベンレート水和剤【農薬】 - 後に三共緑化より発売されていたが、2002年、製造元のデュポン社での生産が打ち切られた為、終売となった。現在は住友化学園芸にて取り扱っている。（製造販売元：デュポン）
- 家庭用ラウンドアップ【農薬】 - 除草剤。後に理研グリーン→日本モンサント→日産化学工業より発売。
- 三共の草枯らし【農薬】 - 除草剤。上記製品のジェネリック品で、森林組合向け製品。

旧第一製薬製品
- パテックス粘着シート - パップ剤を固定するための粘着シート。元々は「新パテックスA」のサービス品として封入していたが、新たに市販品としたものであった。第一製薬時代に製造終了。
- パテックスネット包帯 - パップ剤をやさしく固定するためのネット包帯。第一製薬時代に製造終了。
- 味麦八味地黄丸（みばくはちみじおうがん）錠 - 八味地黄丸に五味子と麦門冬を加えた漢方薬。第一製薬時代に製造終了。（製造元：日東薬品工業）
- モカ内服液 - ドリンクタイプの眠気防止薬。製造元（日本合成薬品）の製造中止に伴い、販売終了。同じ旧第一製薬製品でドロップタイプの「カフェロップ」が代替になる。
- シャント - 強心剤。
- 乗り物酔い止めQD錠【第2類医薬品】 - チュアブルタイプの乗り物酔い止め薬。ハピコム向け製品。イオン・ウエルシア・ストアーズからの名称変更に伴い、製品名から「ウエルシア」が取れた。2024年製造終了。（製造販売元：滋賀県製薬）
- アミノファン - ノンカフェイン・ノンアルコール設計としたドリンクタイプのアミノ酸サプリメント。第一製薬時代に販売終了。
- アミノファンチャーム - ローヤルゼリーを配合したミニドリンクタイプのアミノ酸サプリメント。第一製薬時代に販売終了。
- アミノファンチャンプ - 田七や朝鮮人参を配合したミニドリンクタイプのアミノ酸サプリメント。第一製薬時代に販売終了。
- エポレック - 永久磁石を使用した磁気治療器。TDKとの共同開発品である。統合後も取り扱いを継続していたがラインナップの整理に伴い、2012年で製造終了。（製造販売元：TDK）

旧ゼファーマ製品 (旧山之内製薬及び旧藤沢薬品工業製品分を含む)
- マクニンS - カイニン酸とサントニンを配合したぎょう虫・回虫駆除薬。処方改良により「マクニンP」へ継承。
- マクニンP - リン酸ピペラジン配合のぎょう虫・回虫駆除薬。藤沢薬品時代に販売終了（製造販売元：ホシエヌ製薬）
- ピットランA - 牛車腎気丸を配合した漢方製剤。ゼファーマ時代に発売された製品で、統合後もしばらく販売されていたが、ラインナップの整理に伴い販売を終了した。（製造販売元：東亜薬品）
- トリコマイシンK錠 - 抗生物質トリコマイシンとクロラムフェニコールを配合した抗生物質製剤（膣錠）。膣カンジダ症・トリコモナス膣炎・こしけに。2002年1月に一旦販売を終了したものの、2003年8月に再発売していた。（製造販売元：静岡フジサワ(後のアステラスファーマテック、現：日医工ファーマテック)）
- EPA-α - EPAとDHAを含むソフトカプセル。統合後も取り扱ってきたが、2018年に販売終了。
- PADOセラミドコラーゲン - 美容系の健康補助食品（粒タイプ）。2004年に「PADO」として発売され、2006年6月にセラミドを小麦由来から米由来に差し替えるとともに含有量を増量リニューアルされた。統合後も取り扱ってきたが、2018年10月に販売終了。
- スーパーガーリック21【清涼飲料水】 - 無臭にんにく配合ミニドリンク。山之内製薬時代に販売終了。
- ヘルシーバランス - 栄養調整食品。カルシウムとマグネシウムを2:1の割合で配合。
- ハーブのど飴 - エキナケアを配合したのど飴。統合時に販売終了。
- 赤紫蘇のど飴 - 赤紫蘇とエキナケアを配合したのど飴。統合時に販売終了。
- ハーブキャンディ - ハーブエキスを配合したキャンディ。以前はユースが製造を行っていた。「山之内製薬のハーブキャンディ」の後継商品。当初はスティックタイプ2種類も発売されていたが、その後は160g入りの缶タイプのみの設定となっていた。2019年7月製造終了。
- シュガーレスハーブキャンディ - 「ハーブキャンディ」のシュガーレスタイプ（砂糖を使わない替わりに還元パラチノースや甘味料を使用）。箱入りでレギュラー・レモン・ミントの3タイプがあった。ミントは2019年4月、レモンは同年6月、レギュラーは同年7月に順次製造終了となった。
- 気配館（きくばりかん） - 清涼飲料。藤沢薬品工業時代に飲料事業の日本コカ・コーラへの譲渡により、販売終了。
- トッピング - 学校給食用ふりかけ。発売当初は山之内商事（旧山之内製薬時代の、同社グループ企業）が販売していた。旧山之内製薬での販売終了後、三丸グループのサンミック（後にサンケミファへ吸収合併）で取り扱うようになり、現在はサンケミファが販売している。
- 新Caくれわざ - ご飯を炊くときに加えるだけでカルシウムを摂取できる。統合後もしばらく販売を続けていたが、取扱アイテムの整理により販売を終了。
- プレミックス - ビタミン強化米。1960年販売終了。
- スピーネクリーム
- ヤマゾール - 家庭用殺虫剤。
- エミールソフト【医薬部外品】 - 生理用ナプキン
- 森の風 - しょうのうにヒノキオイルを配合したせんい製品防虫剤（しょうのう製剤）。（製造販売元：日本精化）
- 藤澤樟脳 - 衣類用防虫剤。元々、1897年1月に藤沢薬品工業（現・アステラス製薬）の前身である藤澤商店の創業初期の製品として発売されており、115年以上にわたって販売されてきた超ロングセラー製品であったが、2019年に販売終了となった。（製造販売元：日本精化）
- 和服しょうのう - 和服専用防虫剤。「藤沢樟脳」同様、ゼファーマ→第一三共ヘルスケアを経ても継続販売されてきたが、2019年に販売終了となった。（製造販売元：日本精化）
- 油っ固 - 廃天ぷら油処理剤（凝固剤）。1986年、ライオンへ事業譲渡。同社より「パワフル油っ固」の商品名で発売されていたが、2010年10月で製造を終了した。（ただし、業務用は従来通り「油っ固」の商品名で、ライオンハイジーンより発売されている。）
- パイプマン - 分包タイプのパイプ用洗浄剤。1985年9月にライオンへ事業譲渡され、2001年9月に同社の「ルック」とブランド統合し、「ルックパイプマン」となった。ルック (洗剤)を参照。
- フジサワカーペットクリーナー - ブラシの先から泡が出るユニークな機構を持ったカーペット用合成洗剤。つけかえ用もあった。1986年、ライオンへ事業譲渡し、これに伴い製品名を「ライオンカーペットクリーナー」へ改称したが、1990年ころ終売。
- ピコレットシリーズ（トイレ用芳香剤等） - ライオン製品一覧を参照。（製造販売元：日本精化）
- アドバンテージ、アドバンテージII【高度管理医療機器】【特定保守管理医療機器】 - 血糖測定キット。電極は【医療用体外診断用医薬品】。（製造販売元：ロシュ・ダイアグノスティックス）
- サンシードリーム【医療用具】 - ラテックス製、スタンダード型コンドーム。
- サンシーノンラバー【管理医療機器】 - 世界初のポリウレタン製コンドーム。ゼファーマ時代に発売された「サンシーノンラバー002」へ継承。（製造販売元：相模ゴム工業）
- サンシー ラ・ピュア【管理医療機器】 - ゴム製コンドーム。バラ包装は「スタンダードS」・「グリップラインS」・「ナチュラルヘッドS」・「ナチュラルヘッドスペシャルS」の4タイプから、3個パックはスタンダード形状の「1000」・ダブルグリップ形状の「1500」・ナチュラルヘッド形状の「2000」の3タイプがラインナップされていた。ラインナップ整理のため、2011年製造終了。（製造販売元：相模ゴム工業）
- サンシー 豊潤フィット【管理医療機器】 - 水性潤滑剤入りコンドーム。ラインナップ整理のため、2014年製造終了（製造販売元：相模ゴム工業）
- サンシーノンラバー ゼロゼロツー ゆったりフィット【管理医療機器】 - 2006年2月発売。「ゼロゼロツー」に比べ長さ・直径を大きくしたゆったりタイプのコンドーム。2020年1月製造終了。（製造販売元：相模ゴム工業）

## 音楽CD
1992年から1994年にかけて第一製薬では「音楽セラピーシリーズ」としてクラシック音楽のCDを発売。クラシック音楽のCDとしてはヒット作品になった。これらのCDはレコード店では販売されず、薬局・薬店でしか買えなかった。CDには専門医によるリラクゼーション効果を示す分析データが付属していた。
なお第一製薬では同シリーズに先駆け、販促用の非売品CDとして『N響メンバーによる「胃にやさしい音楽」』（これのみ製造元がアポロン音楽工業）を1990年に製造している。

### 販売終了品
旧第一製薬製品
全商品、第一製薬時代に販売終了。（製造販売元：日本コロムビア）
- モーツァルトによる音楽セラピー〜髪にやさしい音楽〜 - 1992年1月発売。（規格品番：GES-9792）
- ストレスにやさしい音楽〜さわやかなメロディによる音楽セラピー〜 - 1992年12月発売。（規格品番：GES-10030）
- 青春・若さにやさしい音楽〜壮年のための音楽セラピー〜 - 1993年4月発売。（規格品番：GES-10107）
- 美・女性にやさしい音楽〜現代社会のストレスを忘れる音楽セラピー〜 - 1994年4月発売。（規格品番：GES-10414）